# Astheim (Volkach)
Astheim ist ein Ortsteil der Stadt Volkach im bayerischen Landkreis Kitzingen in Unterfranken. Astheim war bis zum freiwilligen Zusammenschluss mit Volkach am 1. Januar 1972 eine selbstständige Gemeinde. Astheim liegt auf der gegenüberliegenden, westlichen Mainseite und ist heute durch eine Brücke mit Volkach verbunden.
Astheim erhielt im Jahr 1409 mit der Kartause Marienbrück einen eigenen Dorfherrn. Die Kartäuser besaßen ein eigenes Halsgericht und konnten das Marktrecht für ihr Dorf durchsetzen. Nach der Auflösung des Klosters im Jahr 1803 hatte der Ort mit dem Niedergang des Weinbaus zu kämpfen. Die Astheimer verlegten sich auf den Obstbau, der neben dem wieder erstarkten Weinanbau noch heute die Gegend prägt.
Als einwohnerreichster Volkacher Ortsteil beherbergt Astheim heute mehrere öffentliche Institutionen, wie das Volkacher Gemeindearchiv und die Ritter’sche Kindergartenstiftung. Zusätzlich erfuhr der Tourismus durch die Lage in der Mainschleife in den letzten Jahrzehnten eine starke Aufwertung. Als Endstation der Mainschleifenbahn zieht Astheim Ausflugsgäste an.

## Geografische Lage

### Geografie und naturräumliche Lage
Astheim liegt im Westen des Volkacher Gemeindegebiets. Nördlich, getrennt durch den Main, liegt Gaibach. Der Osten wird von der Stadt Volkach eingenommen, ebenfalls jenseits des Mains. Auch im Süden fließt der Main durch Astheimer Gemarkung, dort liegen gegenüber die Hallburg und der gleichnamige Volkacher Ortsteil. Im Südwesten beginnt das Gemeindegebiet von Nordheim am Main, im Westen steht die Vogelsburg.
Nächstgelegene größere Städte sind Kitzingen mit einer Distanz von etwa 14 Kilometern und Schweinfurt, das ungefähr 20 Kilometer entfernt ist. Die nächste Großstadt ist das 22 Kilometer entfernte Würzburg.
Naturräumlich liegt Astheim im Gebiet der Volkacher Mainschleife, die als Untereinheit zum Mittleren Maintal der Mainfränkischen Platten gezählt wird.
Das Dorf liegt in der Maingauklimazone, die zu den trockensten und wärmsten Klimazonen in Deutschland zählt. Dies erklärt auch den Weinbau im Ort. Astheim liegt als Scheitelpunkt im Zentrum der Mainschleife. Sie rahmt den Ort auf drei Seiten ein. So verläuft im Norden, Osten und Süden der Fluss. Geologisch überwiegen Steine des Oberen Muschelkalks und in höheren Lagen Lettenkeuper.

### Dorfgliederung
Die Astheimer Gemarkung nimmt eine Fläche von 3,3 km² ein. Begrenzt wird sie auf drei Seiten durch den Main. Zentral befindet sich darin das ummauerte Gelände der Kartause Marienbrück. Südöstlich schließt sich das Haufendorf mit der Pfarrkirche an. Drei Neubaugebiete, die 1950, 1965 und zu Beginn des 21. Jahrhunderts ausgewiesen wurden, erstrecken sich südlich und westlich des alten Dorfkerns. 
Der Sportplatz verbindet im Süden die durchgängige Bebauung mit dem sogenannten Setzhof, einem Aussiedlerhof. Im Norden des Altortes, getrennt durch die Staatsstraße St 2260, befinden sich der Haltepunkt Astheim der Mainschleifenbahn und der Friedhof. Der Westen geht in den Vogelsberg über, im äußersten Norden liegen die Mitterwehrseen. Diese Seen waren ursprünglich Kiesbaggerflächen und dienen heute als Wärmespeicher, um den Früh- und Spätfrösten entgegenwirken zu können. Im Südwesten begrenzt die sogenannte Bördleingrube die Gemarkung, ein etwa 17 ha großes überflutetes Kies- und Sandbaggerareal, das von vielen seltenen Tierarten wie Turmfalke und Flussregenpfeifer bewohnt wird.

### Naturschutzgebiete

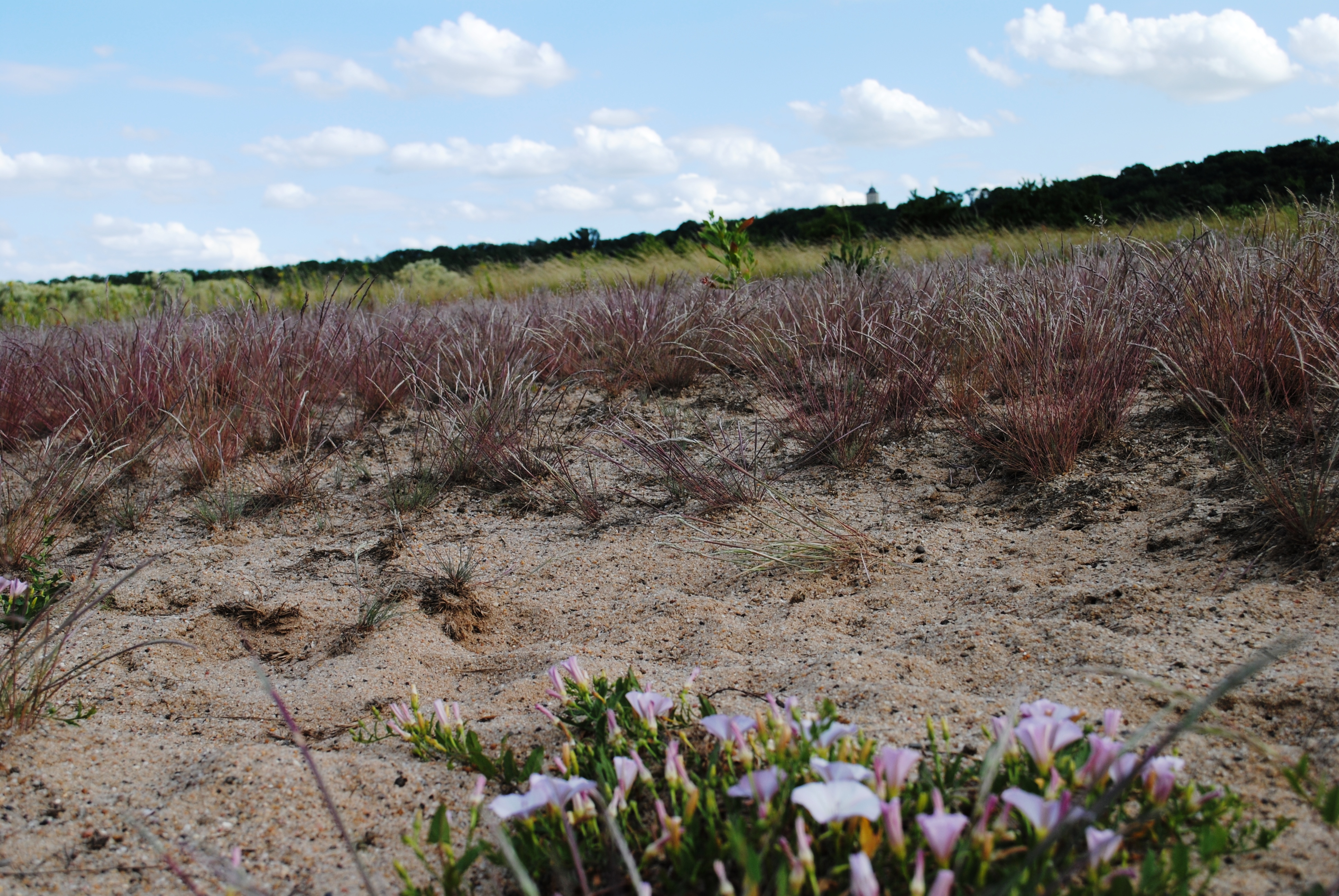
Das Naturschutzgebiet Astheimer Dürringswasen

Astheim liegt inmitten des Geotops Volkacher Mainschleife. Bereits 1969 wurde das Gebiet zum Landschaftsschutzgebiet erklärt. Zusätzlich wurde im Areal ein Vogelschutzgebiet und ein Fauna-Flora-Habitat ausgewiesen.
Drei Naturschutzgebiete auf Astheimer Gemarkung erstrecken sich im Süden, Südwesten und im äußersten Westen der Gemarkung. Das Gebiet Alter Main bei Volkach umfasst Areale auf den Gemarkungen von Astheim, Escherndorf, Nordheim am Main und Volkach. Schutzgegenstand ist die Erhaltung des Mains als Fließgewässer. Dazu zählen die kleinreliefreichen Flussterrassen, die mit Weidenbäumen bestanden sind und als Mähwiesen genutzt werden. Ältestes Naturschutzgebiet im Landkreis sind die sogenannten Astheimer Dürringswasen (auch Weißer Sand). Es wurde bereits 1977 eingerichtet und dient dem Schutz der Sandgrasheiden. Das Naturschutzgebiet Mainhang an der Vogelsburg schließt Gebiete auf den Gemarkungen von Astheim und Escherndorf ein. Es umfasst die Nordseite des Vogelberg-Hangs und erstreckt sich auf einer Fläche von etwa 53 ha. Schutzgegenstand ist der nördliche Prallhang zu Füßen der Vogelsburg. Es umfasst die Biotope Hangwald, Halbtrockenrasen, Buschflächen und das charakteristische Mainufer.

## Geschichte

### Vor- und Frühgeschichte (bis 906)
Astheim hat eine lange Siedlungsgeschichte. Bereits in prähistorischer Zeit war die Stelle des heutigen Dorfes dauerhaft besiedelt, dies belegen Funde einer Knaufhammeraxt aus der Jungsteinzeit. Im Südosten des Dorfes wurde eine sogenannte Freilandstation lokalisiert, sodass die Stelle wohl während des Mesolithikums und der späten Hallstattzeit als zumindest saisonal bewohnt gelten kann. Ein Grund für die frühe Besiedlung ist wohl der Mainübergang nahe dem Ort.
Während der Latènezeit kam es überall in der Mainschleifenregion zur Bevölkerungsüberlagerung: Die zugezogenen Kelten verdrängten die ursprüngliche Bevölkerung. Um 50 vor Christus stießen elbgermanisch-alamanische Völker in das Gebiet um Astheim vor. Das heutige Dorf entstand im Zuge der fränkischen Besiedlung im 6. und 7. nachchristlichen Jahrhundert als Hintersassendorf für Klosteruntertanen am Mainübergang. Die Franken brachten erste Verwaltungsstrukturen mit und forcierten die Christianisierung im heutigen Mainfranken.
Kurze Zeit später etablierte sich in der Gegend einer der fränkischen Urgaue, das Volkfeld. Die Errichtung eines Königshofs im nahen Prosselsheim machte die Sicherung des Mainübergangs bei Ostheim, wie Astheim damals genannt wurde, notwendig. Astheim war als Königsgut direkt dem Herrscher unterstellt. Die fränkischen Könige begannen allerdings bereits im 9. Jahrhundert dieses geschlossene Land aufzulösen. Sie vergaben ganze Gebiete an andere Herrschaften und versicherten sich so deren Treue.

### Castell und Würzburg (bis 1399)
Erstmals genannt wurde Astheim im Jahr 906. In einer Urkunde bestätigte Ludwig das Kind die Schenkungen seines Vaters Arnulf von Kärnten. „Ostheim“ war 889 zusammen mit vielen anderen Orten der Umgebung zum Kloster Fulda gekommen. Zu diesem frühen Zeitpunkt bestand das Dorf wohl lediglich aus einem ursprünglich königlichen, dann fuldischen Fronhof und einigen Leibeigenenhäusern. Die Bevölkerung lebte vom Weinbau und der Fischerei im Main.
Kirchlich orientierte sich Astheim weg von der Urpfarrei auf der Vogelsburg und wurde als einzige Gemeinde auf der westlichen Mainseite Filiale der Pfarrkirche auf dem Volkacher Kirchberg. Im Schatten der Abtei Fulda und des immer mächtiger werdenden Hochstifts Würzburg stiegen im 12. Jahrhundert einige kleinere Ministerialengeschlechter zu bedeutenden Lehnsherren an der Mainschleife auf. In Astheim waren die Grafen zu Castell, die Herren von Henneberg, Hohenlohe und Seinsheim sowie das Kloster Ebrach begütert.
Nach und nach setzten die Grafen Castell ihren Anspruch auf die Siedlungen in der Region durch. Vor 1230 erwarben sie die Vogtei über Astheim und wurden neue Dorfherren. Nach dem Vertrag vom 18. Januar 1230 erhielt Graf Rupert II. zu Castell, er war in einer Fehde dem Würzburger Fürstbischof Hermann I. von Lobdeburg unterlegen gewesen, das Dorf als hochstiftisches Lehen zurück. Die Vogtei blieb im Besitz seiner Familie.
Für die nachfolgende Zeit fehlen Urkunden. Im Jahr 1266 tauchte die „villa Ostheim“ (Dorf Ostheim) im Teilungsvertrag der Grafen Heinrich und Hermann zu Castell auf, das Dorf kam an die Linie Castell-Unterschloss. Im Jahr 1314 hielt Rupert VI. zu Castell noch die Fischweide in Astheim. Die Schulden der Familie führten kurze Zeit später, um 1328, zur Verpfändung der Vogtei. Neue Dorfherren wurden die Herren von Seinsheim. Sie erwarben im Laufe des 14. Jahrhunderts den Ort auch käuflich.

### Die Kartause Marienbrück (bis 1525)

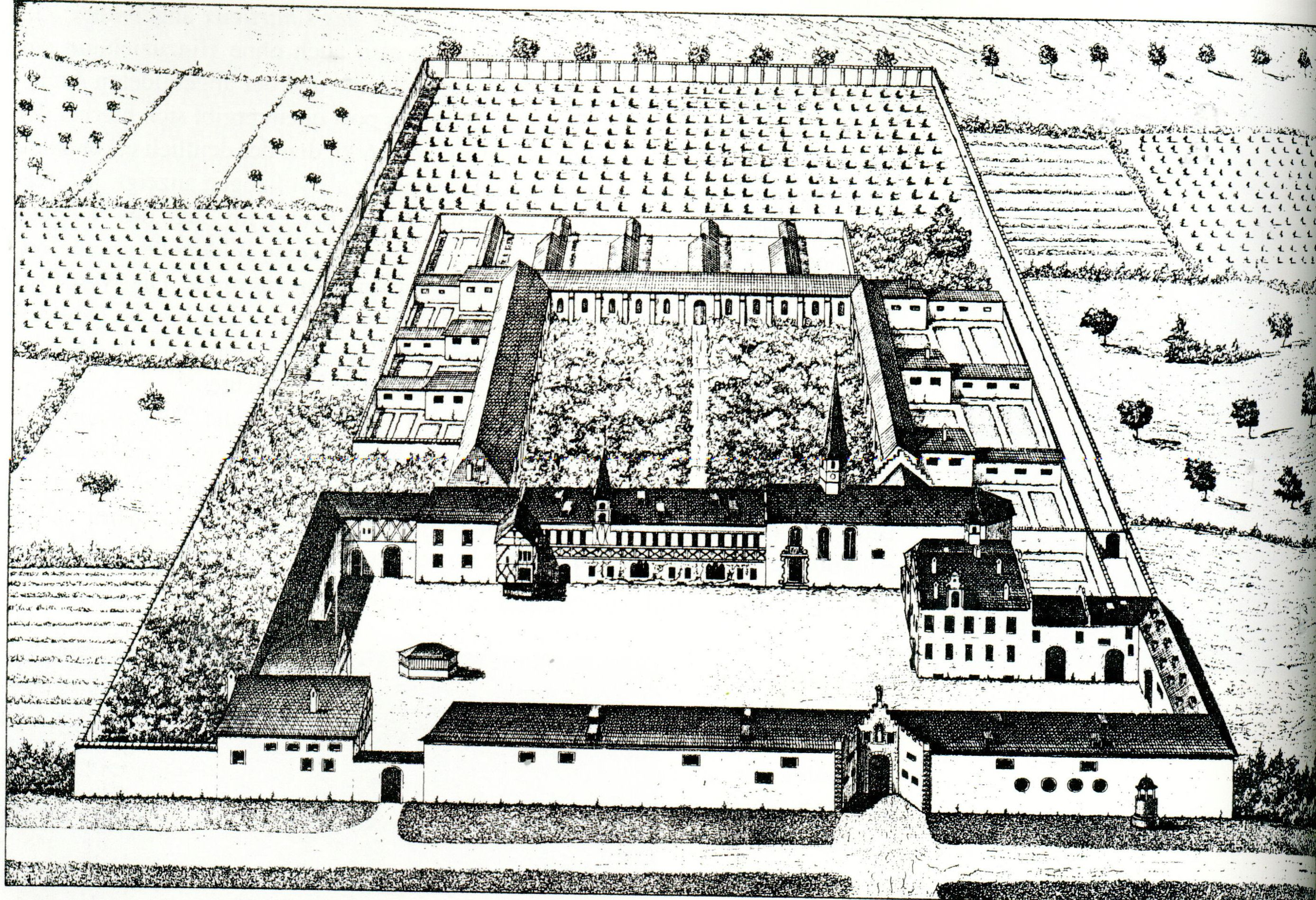
Die Kartause in Astheim auf einer alten Ansicht

Nach dem Tod des Michael von Seinsheim im Jahr 1399 kam sein Sohn Erkinger in den Besitz von Astheim. Ihm gelang es durch geschickte Politik die Burg Schwarzenberg nahe Scheinfeld zu erwerben. Fortan nannte er sich auch Freiherr von Schwarzenberg. Für Astheim bedeutete die Herrschaft des Erkinger einen großen Bedeutungsgewinn, denn der Adelige war mit König Ruprecht von der Pfalz verbunden und erhielt durch ihn mehrere Rechte für seine Besitzungen.
Am 29. Oktober 1408 erteilte der König dem Maindorf das Marktrecht, also die Möglichkeit, einmal wöchentlich einen Markt abzuhalten. Die Einwohner erhielten das Bürgerrecht, außerdem wurde der Ort Sitz eines Blutgerichts mit Stock und Galgen. Erkinger trieb auch den Bau eines Klosters im Ortskern voran. Er hatte sein Hofgut als Sitz eines Kartäuserkonventes ausersehen, der zur Grablege seiner Familie werden sollte. Das Kloster Marienbrück wurde am 2. Juni 1409 gegründet.
Ein Jahr später, am 7. Juni 1410, wurde die Johanneskirche aus der Pfarrei Volkach ausgepfarrt. Astheim besaß fortan eine eigene Pfarrei, in der die Herren von Seinsheim-Schwarzenberg das Patronatsrecht besaßen. Am 16. Juni 1410 erteilte König Ruprecht das Stadtrecht. Diese Aufwertung setzte sich jedoch niemals durch, da das nahe Volkach wirtschaftlich zu stark war und außerdem die Topographie für eine städtische Infrastruktur unzureichend erschien.
Die Prioren der Kartause hatten bereits die Dorfherrschaft von Erkinger von Seinsheim erhalten. Am 7. Februar 1440 erteilten ihnen dessen Nachkommen noch das Patronatsrecht der Pfarrei. Die Klostervorsteher waren nun weltliche und geistliche Herren Astheims geworden. Der neue Rechtsträger an der Mainschleife brachte aber auch viele Streitigkeiten mit sich. So verhandelte man mit den Nachbargemeinden bis ins 19. Jahrhundert über Fischereirechte und Gemarkungsgrenzen.
Im Jahr 1488 erhielt die Kartause einen Schutzbrief des Heiligen Römischen Reiches, nachdem ein Jahr zuvor das Dorf von Thüngener Truppen geplündert worden war. Mit dem Jahr 1502 wurden diese Schutzversprechungen auf den Würzburger Bischof übertragen, der sie verlängerte. 1496 hatte sich im Dorf eine Sebastianibruderschaft zur Förderung der Volksfrömmigkeit gegründet.

### Bis zur Klosteraufhebung (bis 1803)
Der Bauernkrieg im Jahr 1525 erreichte auch Astheim, wo die Klosteruntertanen drückende Abgaben zu entrichten hatten. Unabhängig von den großen Bauernhaufen versammelten sich am 3. Mai 1525 Bürger aus Volkach und Astheim und überfielen die Kartause. Sie entwendeten die Mobilien, der Prior Jodokus musste nach Schweinfurt fliehen. Kurze Zeit später erreichte auch der Bauernhaufen aus Gerolzhofen und Haßfurt den Ort.
Die Bauern erfuhren bald, dass das Kloster bereits ausgeplündert war und wollten die Gebäude der Kartause in Brand stecken. Die Astheimer wehrten sich, weil sie befürchteten, das Feuer könnte auch auf ihre Häuser übergreifen. Die Baulichkeiten des Klosters blieben also weitgehend unversehrt. Am 10. August 1526 war der Bauernaufstand niedergeschlagen und die Astheimer mussten dem Bischof Konrad von Thüngen in Volkach den Treueid schwören.
Eine Pestwelle im Dorf zwang den amtierenden Prior 1542 zur Resignation. Die einsetzende Reformation berührte den Ort nur wenig. Schon 1525 sind kaum Lutherische in Astheim nachgewiesen. Die Gegenreformation der Kartäusermönche, unterstützt von den Würzburger Bischöfen, führte dort im Laufe des 16. Jahrhunderts zu einem völligen Verschwinden der Protestanten.
Im Jahr 1631 eroberten die protestantischen Schweden im Dreißigjährigen Krieg die Bistumshauptstadt Würzburg und beherrschten auch die Dörfer der Umgegend. 1632 verlieh König Gustav II. Adolf von Schweden die Grafschaft Schwarzenberg an Graf Wilhelm zu Solms. Die Kartause mit der Dorfherrschaft kam am 20. Juni 1633 an den schwedischen Obristen Friedrich zu Rostein. Dieser setzte als Verwalter Max Weiß, den Volkacher Stadtschultheißen, ein, der die Dorfbewohner ausbeutete. Er öffnete die Klosterkirche für die Dorfbewohner und ließ dort evangelischen Gottesdienst feiern. Mit dem Ende der schwedischen Herrschaft im Jahr 1634 musste die Bevölkerung weiterhin hohe Kriegskosten zahlen. Hinzu kamen viele Einquartierungen, obwohl Astheim weitgehend von Kampfhandlungen verschont blieb. Der Prior der Kartause in Tückelhausen hatte für die Besitzungen seines Ordens einen Schutzbrief erhalten. Noch 1648 wurde das Dorf allerdings von französischen Soldaten geplündert.
Nach der Erneuerung der Dorfordnung 1682 kam es 1695 zur sogenannten Astheimer Rebellion. Die Bauern des Ortes wollten nicht länger für die Mönche des Klosters in den Weinbergen arbeiten. Mit Unterstützung durch Würzburger Truppen kam der Aufstand allerdings bald zum Erliegen und man führte die Rädelsführer ab. In den Jahren 1740, 1771 und 1795 hatte das Dorf unter totalen Ernteausfällen zu leiden. Die Situation verschärfte sich zu einer Hungersnot, der bald eine Typhus- und eine Blatternepidemie folgte.

### In Bayern (bis heute)

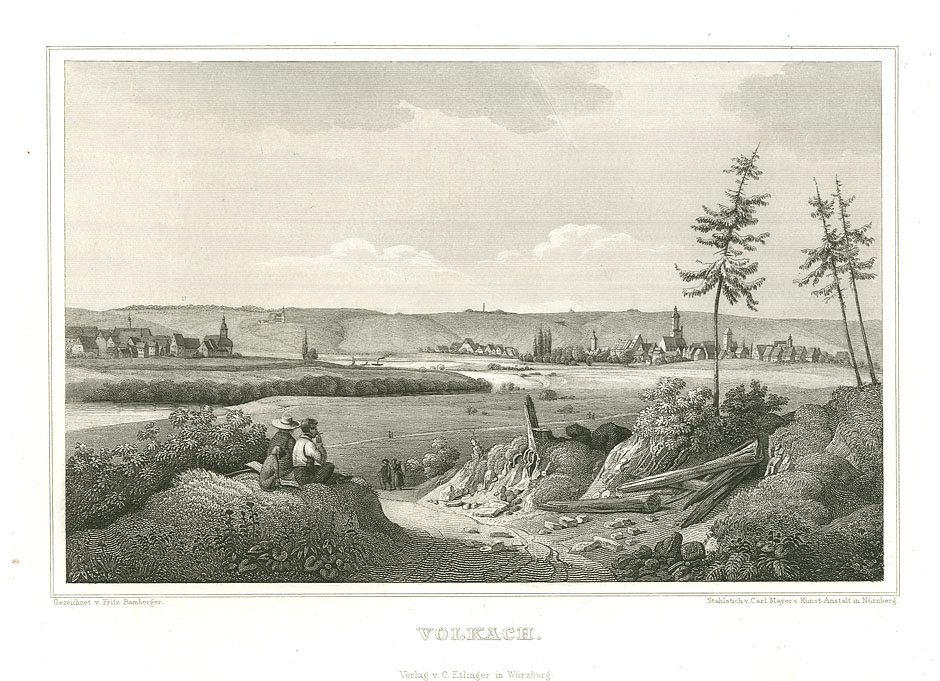
Stahlstich Volkach von 1847. Astheim am linken Bildrand

Nach der durch Napoleon veranlassten Säkularisation der geistlichen Fürstentümer wurde am 20. Juni 1803 die Kartause Marienbrück aufgelöst und Astheim Teil von Kurpfalzbayern. In der Zwischenzeit von 1806 bis 1814 gehörte Astheim zum Großherzogtum Würzburg. Mit dem Wiener Kongress kam die Region Mainfranken ans inzwischen zum Königreich aufgestiegene Bayern und das Dorf wurde endgültig bayerische Ruralgemeinde.
Vorher hatte Astheim wirtschaftlich schwer zu leiden. Die Einquartierungen in den Napoleonischen Kriegen führten zu einer großen Verarmung der Bevölkerung. Zwischen 1806 und 1814 waren französische, österreichische und bayerische Truppen in Astheim stationiert. Die Einnahmen aus dem Weinbau gingen stark zurück (siehe auch Wirtschaft). Am 11. April 1867 zerstörte ein Großfeuer weite Teile des Ortskerns, die Klosterkirche wurde schwer beschädigt.
Mit dem Auftreten der Reblaus um 1900 schwand die wirtschaftliche Grundlage für die bäuerliche Bevölkerung weiter. Gleichzeitig etablierte sich in Astheim ein bedeutender Agrarraum für Obst-, Gemüse- und Spargelanbau. Diese Erneuerungsversuche wurden durch die Errichtung einer Mainbrücke zur Volkacher Seite gefördert. Astheim verlor zwar 1892 sein jahrhundertealtes Fährrecht, konnte nun aber auch Absatzmärkte auf der Ostseite des Mains erschließen. Der Bau der Mainschleifenbahn 1909 führte zu weiteren Exporten.
Im Ersten Weltkrieg hatte Astheim insgesamt acht Tote zu beklagen. Der Blutzoll im Zweiten Weltkrieg war mit 23 Toten noch höher. Am 7. April 1945 lief Franz Xaver Georg Ritter aus Berlin den anrückenden Amerikanern entgegen, um über die Übergabe des Ortes zu verhandeln. Noch am gleichen Tag marschierten die Amerikaner ins Dorf ein. Im sinnlosen Rückzugskampf der Wehrmacht war die Volkacher Mainbrücke gesprengt worden und man richtete wiederum eine Nachenfähre ein.
In der Nachkriegszeit wurden mehrere Wohngebiete im Westen des Altortes ausgewiesen, die Einwohnerzahl erhöhte sich stark. Die Flurbereinigung fand in zwei Verfahren zwischen 1962 und 1986 statt und löste die kleinparzellige Feldstruktur der Astheimer Gemarkung auf. Am 1. Januar 1972 wurde Astheim in die Stadt Volkach eingemeindet und verlor seine Selbstständigkeit. 1987 wurde der Ort an die Fernwasserversorgung angeschlossen.

### Ortsname
Der Ortsname Astheim gibt Hinweise auf die Lage des Ortes. Zunächst wurde das Dorf „Ostheim“ genannt und man orientierte sich an seiner Lage zum fränkischen Königshof Prosselsheim. Astheim wurde in einem Siedlungsverband mit Nordheim am Main (nördlich von Prosselsheim) und Sommerach (südlich des Königshofs) gegründet. Der Gründungszeitpunkt lag wohl im 6. Jahrhundert und weist auf merowingische Gründer hin.
Im Jahr 1409 wurde das Dorf „marckt Ostheim“ genannt, 1767 nannte es sich „Marckhostheim“. Die Abwandlung des Namens Ostheim zum heutigen Astheim geht wohl auf die Kartäusermönche zurück. Die Oberen des Ordens, die ihren Sitz in der Grande Chartreuse im französischen Département Isère hatten, wandelten die Namen der deutschen Dependancen häufig um, weil sie Schwierigkeiten mit deren Aussprache hatten.

### Verwaltung und Gerichte
| Die folgenden Verwaltungseinheiten waren der Gemeinde Astheim übergeordnet. - bis 1409: Wechselnde Herrschaften - bis 1803: Kartause Marienbrück im Hochstift Würzburg, ab 1802 Säkularisation - bis 1862: Landgericht älterer Ordnung Volkach im Untermainkreis, ab 1837 Unterfranken - bis 1872: Bezirksamt Volkach in Unterfranken - bis 1972: Bezirksamt Gerolzhofen, ab 1939 Landkreis Gerolzhofen in Unterfranken - ab 1972: Ortsteil der Stadt Volkach, Landkreis Kitzingen in Unterfranken |  | Gerichtlich unterstand Astheim folgenden Instanzen. - bis 1408: Zentgericht Stadtschwarzach im Hochstift Würzburg - bis 1803: Blutgericht Astheim im Hochstift Würzburg - bis 1862: Landgericht älterer Ordnung Volkach - bis 1879: Landgericht Volkach - bis 1966: Amtsgericht Volkach im Landgerichtsbezirk Schweinfurt - bis 1972: Amtsgericht Gerolzhofen im Landgerichtsbezirk Schweinfurt |  |

### Wappen
| Wappen von Astheim | Blasonierung: „Gespalten; vorne sechsmal gespalten in Silber und Blau, hinten in Rot ein silberner Ast.“ |
| Wappen von Astheim | Wappenbegründung: Die Gemeinde beantragte am 3. Januar 1952 ein eigenes Gemeindewappen. Es wurde von Friedrich Merzbacher angefertigt und lehnt sich an das Dorfsiegel Astheims an, das bereits aus dem Jahr 1509 als „Dorffs gemein Insigell“ überliefert ist. Das Wappen weist auf die Herrschaft der Herren von Seinsheim über das Dorf hin, deren Familienwappen ebenfalls die Spaltung in Silber und Blau zeigt. Der Ast ist „redend“, d. h. auf den Namen des Dorfes zurückzuführen. |

## Politik

### Von der Gemeinde zum Ortsteil
Ein Bürgermeister wurde in Astheim erstmals im Jahr 1434 erwähnt. Er hatte gegenüber dem Prior und seinem Vogt keinerlei Befugnisse, sondern repräsentierte lediglich die Bürgerschaft gegenüber der Obrigkeit. Der Bürgermeister wurde jährlich gewählt. Manchmal standen auch zwei Personen der Gemeinde vor. Er war für die Verwahrung des Rathausschlüssels zuständig und wurde gleichzeitig als Baumeister des Ortes herangezogen.
Um 1725 waren dem Bürgermeister sieben Ratsmitglieder zur Seite gestellt, die gleichzeitig als Gerichtsassessoren beim Dorfgericht auftraten. Charakteristisch für Astheim war die Tatsache, dass sich der Rat in häufig wechselnden Häusern traf. Im Jahr 1745 musste das Alte Rathaus an eine Privatperson verkauft werden, Bürgermeister und Rat bezogen eine neue Sitzungsstätte im Altort. Erst nach der Auflösung des Klosters erhielt der Bürgermeister Einfluss auf die Dorfverwaltung.
| Johann Burckhardt           | 1633/34 und 1636–1641 | * vor 1605; auch Burkhard; zugleich Senior des Gerichts; † 12. April 1669 |
| Johannes Behm               | 17. Jh.               |                                                                           |
| Johann Caspar Altenschöpfer | um 1725               |                                                                           |
| N. Wirsching                | gen. 1794             |                                                                           |
| Joseph Kaspar Ritter        | 19. Jh.               | insgesamt 15 Jahre lang Bürgermeister                                     |
| Jakob Flößer                | 1905–1922             | * um 1850; † 10. September 1922                                           |
| Franz Josef Zwicker         | 1922–1933             |                                                                           |
| Valentin Englert            | 1933–1945             | Zweiter Bürgermeister Gottfried Gündert                                   |
| Bartholomäus Zwicker        | 1945–1947             | von der amerikanischen Militärregierung eingesetzt                        |
| Georg Holzer                | 1947–1960             |                                                                           |
| Georg Menz                  | 1960–1972             | Zweiter Bürgermeister Ambros Zwicker                                      |

Zwischen 1954 und 1972 wechselte die Tagungsstätte des Gemeinderates erneut. Das Dorf hatte das alte Priorat des Klosters Marienbrück erstanden und tagte fortan hier. Am 1. Januar 1972 wurde Astheim Ortsteil der Stadt Volkach. Es kam gleichzeitig mit Escherndorf an Volkach. Die letzten Räte hatten sich die Nutzung der alten Schule vorbehalten, der Kindergarten sollte erhalten bleiben. Gleichzeitig wünschte man sich eine Modernisierung der Straßenbeleuchtung.
Der letzte Bürgermeister Andreas Menz und sein Stellvertreter Ambros Zwicker, sowie die sieben Gemeinderäte Alfons Zwicker, Robert Gündert, Ernst Ritter, Bruno Wagenhäuser, Max Eppelein, Alfred Krämer und Edgar Wirsching verloren ihre Ämter. Menz und Zwicker wurden allerdings als Räte in den Volkacher Stadtrat aufgenommen. Bis 2020 wurde Astheim durch die Stadträte Heiko Bäuerlein, Ingrid Dusolt, Jochen Flammersberger und Roger Schmidt vertreten. Heute stellt der Gemeindeteil mit Heiko Bäuerlein den Ersten Bürgermeister der Stadt Volkach.

### Einwohnerentwicklung
Für Astheim sind bereits recht früh konkrete Einwohnerzahlen bekannt. So lebten im Jahr 1550 um 250 Bewohner im Dorf. Diese Zahl stieg dann, lediglich unterbrochen durch den Dreißigjährigen Krieg, kontinuierlich an. In der zweiten Hälfte des 19. Jahrhunderts wurde die Zahl von 400 Bewohnern erstmals überschritten. Bis zur Mitte des 20. Jahrhunderts sank die Einwohnerzahl, auch durch den Rückgang des Weinbaus merklich. Nach dem Zweiten Weltkrieg suchten viele Vertriebene Unterkunft in Astheim, sodass die Einwohnerschaft wiederum anstieg. Allerdings machte erst die Eingemeindung nach Volkach und die Ausweisung neuer Wohngebiete Astheim zum heute einwohnerstärksten Volkacher Ortsteil.
| Jahr    | Einwohner | Jahr | Einwohner | Jahr | Einwohner |
| ------- | --------- | ---- | --------- | ---- | --------- |
| um 1550 | ca. 250   | 1867 | 400       | 1956 | 464       |
| 1692    | 297       | 1888 | 412       | 1972 | 661       |
| 1814    | 367       | 1939 | 385       | 1980 | 722       |
| 1852    | 365       | 1946 | 545       | 1990 | 658       |

## Kultur und Sehenswürdigkeiten

### Baudenkmäler

#### Kloster Pons Mariae

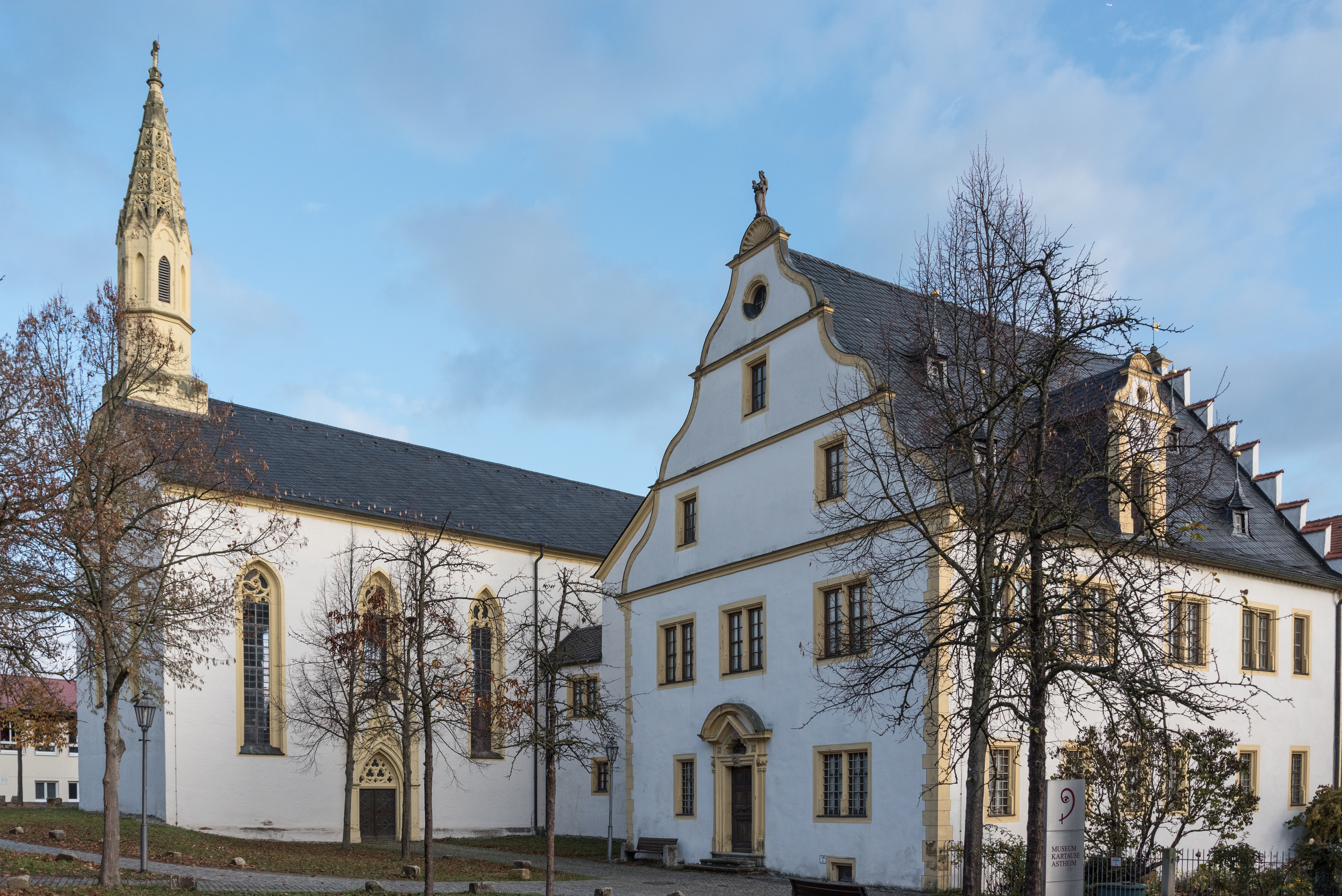
Klosterkirche und Prokuratur in Astheim

Das Kloster der Kartäuser prägte die Dorfgeschichte vom 15. bis zum 19. Jahrhundert maßgeblich mit, die erhaltenen Baulichkeiten bilden noch heute den Mittelpunkt des Dorfes. Im Jahr 1409 wurde die Stiftung Erkinger von Seinsheim den Mönchen des Kartäuserordens übertragen. 1413 erhielt die Niederlassung ihren Namen „Marienbrück“. Bereits 1440 waren die Mönche als geistliche und weltliche Herren des Dorfes Astheim aufgestiegen.
Die Kartause wurde im Zuge der Säkularisation aufgelöst und die Gebäude wurden an die Familie Schwarzenberg, Nachfahren des Gründers Erkinger, verkauft. So blieben die wichtigsten Gebäude der Anlage erhalten. Nach dem Zweiten Weltkrieg übernahm die Gemeinde Astheim die Gebäude. Heute befinden sich das Museum Kartause Astheim und das Archiv der Stadt Volkach in den Baulichkeiten, die Nebengebäude wurden in Wohnhäuser umgewandelt.
Den Mittelpunkt der Anlage bildet die große Klosterkirche aus dem 17. Jahrhundert. Ortsbildprägend ist der Dachreiter im Westen des Baus. Der Lettner, der die Mönchs- von der Laienkirche trennte, gilt als der besterhaltene Deutschlands. Im Süden schließt sich der 1583 errichtete Verbindungsgang mit der Johanniskapelle an. Er führt zum ehemaligen Sitz des Priors, der im 18. Jahrhundert Prokuratur des Klosters wurde. Das Priorat hat einen Schweif- und einen Treppengiebel.
Einige Mauerreste des Klosters entlang der Staatsstraße 2260 in Richtung der Volkacher Mainbrücke werden westlich von einem Pultdach geschützt. Den zentralen Eingang zur ehemaligen Kartause bildet ein Torbogen des 16. und 17. Jahrhunderts. Die ehemaligen Nebengebäude des Klosters entlang der heutigen Kartäuserstraße sind zweigeschossige, traufständige Satteldachbauten, von denen viele in neuerer Zeit verändert wurden.

#### Johanneskirche
Die Astheimer Kirche war lange Zeit eine Filiale der Volkacher Pfarrkirche auf dem Kirchberg. Erst zu Beginn des 15. Jahrhunderts wurde sie unabhängig und bald darauf den Kartäuserprioren des Dorfes unterstellt. Während des Dreißigjährigen Krieges feierte man in der Kirche evangelischen Gottesdienst. Das heutige Aussehen der Kirche entstammt dem 16. Jahrhundert und ist der Spätgotik zuzurechnen.
Innen überwiegen barocke Ausstattungsgegenstände aus dem 18. Jahrhundert. Zwei Epitaphe der Familie Schwarzenberg weisen auf die Grablege der Familie hin. Die Kreuzigungsgruppe am Hochaltar schuf der Würzburger Künstler Johann Peter Wagner. Ein schlichtes Kruzifix des 18. Jahrhunderts außerhalb der Kirche ist als Baudenkmal registriert.

#### Brückenzollhaus
Das sogenannte Brückenzollhaus entstand im Jahr 1891 und sollte den Verkehr über die 1892 vollendete Volkacher Mainbrücke kontrollieren. Nach dem Neubau der Mainbrücke diente das Haus ab 1958/1959 der Bahn als Schrankenposten Astheim und regelte mit einer Bahnschranke die Simultannutzung der Brücke durch Kraftwagen und Eisenbahn.
Nach Stilllegung der Mainschleifenbahn und dem geplanten Abriss der Mainbrücke wurde auch eine Beseitigung des Zollhauses diskutiert, was nicht verwirklicht wurde. Seit 2014 ist in dem Gebäude ein privates Museum zur Geschichte der Mainschleifenbahn untergebracht. Das Astheimer Brückenzollhaus präsentiert sich im sogenannten Heimatstil des 19. Jahrhunderts. Es besitzt drei Geschosse und hat einen nahezu quadratischen Grundriss.

#### Privathäuser und Höfe

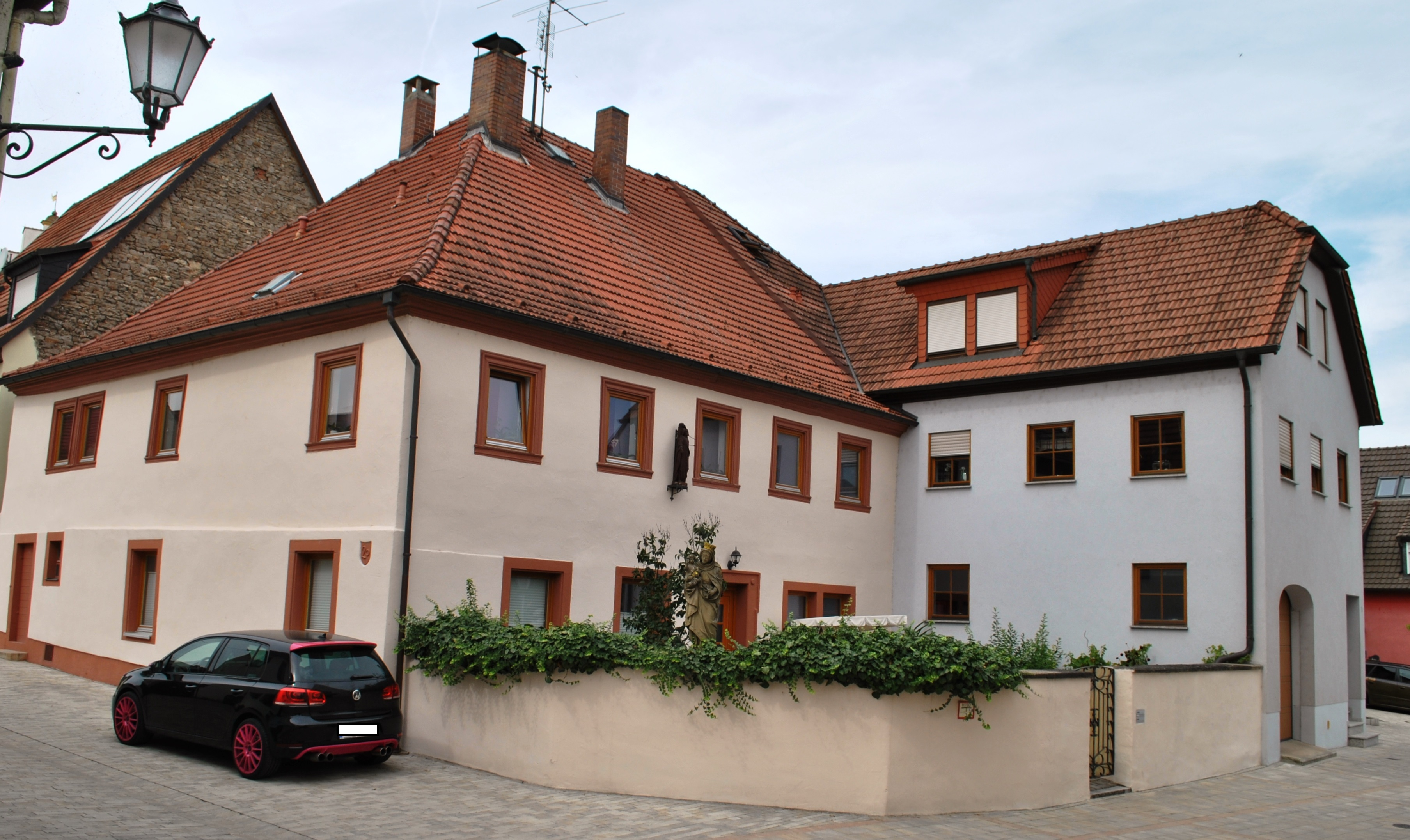
Das Haus in der Kirchstraße 20

Astheim weist eine Vielzahl an bemerkenswerten Wohnhäusern auf. Das älteste dieser Häuser ist das vormalige Rathaus der Gemeinde, in dem bis 1745 getagt wurde. Es entstand im 16. bzw. 17. Jahrhundert und weist als zweigeschossiger Satteldachbau Treppengiebel auf. Um 1600 entstand dagegen die sogenannte ehemalige Seinsheim’sche Vogtei an der Kartäuserstraße. Wiederum ziert ein Treppengiebel den Massivbau. Zusätzlich wurde er mit profilierten Fensterrahmungen gestaltet.
Das zweigeschossige Walmdachhaus in der Kirchstraße 20 entstand im Jahr 1621. Ein ehemals bestehendes Fachwerkobergeschoss wurde verputzt. Die Ummauerung des Gebäudes wurde außerdem mit einer Madonnenfigur verziert. Auf das Jahr 1660 datiert dagegen das ehemalige Wirtshaus „Zum Schwan“ in der Kartäuserstraße. Noch 1990 und wieder im 21. Jahrhundert wurde hier Essen serviert. Das Haus besitzt eine Immaculata des 18. Jahrhunderts und wurde mit Zierfachwerk verblendet.
An der Wende vom 17. zum 18. Jahrhundert entstand das Haus in der Kirchstraße 30. Es handelt sich um einen zweigeschossigen, giebelständigen Halbwalmdachbau mit verputztem Fachwerkobergeschoss. Das zentrale Gebäude für die Ritter’sche Stiftung ist in der Frank-Ritter-Straße 18 zu finden. In einem Walmdachbau mit einem Nebengebäude des 18. Jahrhunderts war die Schwesternstation untergebracht. Eine eingemauerte Altarnische mit einer Rokoko-Umrahmung zeigt die Darstellung des heiligen Wendelin und einer Immaculata.

#### Bildstöcke und Kleindenkmäler
Neben den vielen Hausmadonnen gibt es in Astheim mehrere Bildstöcke und andere Kleindenkmäler. Ältestes dieser Baudenkmäler ist der Kreuzigungsbildstock von 1597. Er entstand im Zuge der Gegenreformation im Hochstift Würzburg als sogenannter Monolithstock mit einer Darstellung des Astheimer Wappens. Zentral ist eine Kreuzigungsszene mit zwei Assistenzfiguren zu erkennen.
Aus dem 17. Jahrhundert stammt ein Altar aus Sandstein in der Mainstraße mit der Darstellung Gottvaters im Auszug aus dem Barock. Die anderen Darstellungen sind weitgehend abgeschlagen und nur schwer zu identifizieren. In der Kirchstraße befindet sich eine Hausmadonna aus der ersten Hälfte des 18. Jahrhunderts. Der Sockel wurde in neuerer Zeit mit der Inschrift „AVE MARIA“ versehen.
Den Friedhof überragt ein Kruzifix mit einem Totenkopf am unteren Balkenende, ebenfalls aus dem 18. Jahrhundert. Es entspricht dem Dreinageltypus. Ein Bildstock des 18. Jahrhunderts mit der Kreuzigung und der Mater Dolorosa wurde vom Bayerischen Landesamt für Denkmalpflege nicht nachqualifiziert. Zwei Kreuzschlepper des 18. Jahrhunderts befinden sich ebenfalls in Astheim. Eine Mariensäule aus Sandstein stammt aus dem 19. Jahrhundert.

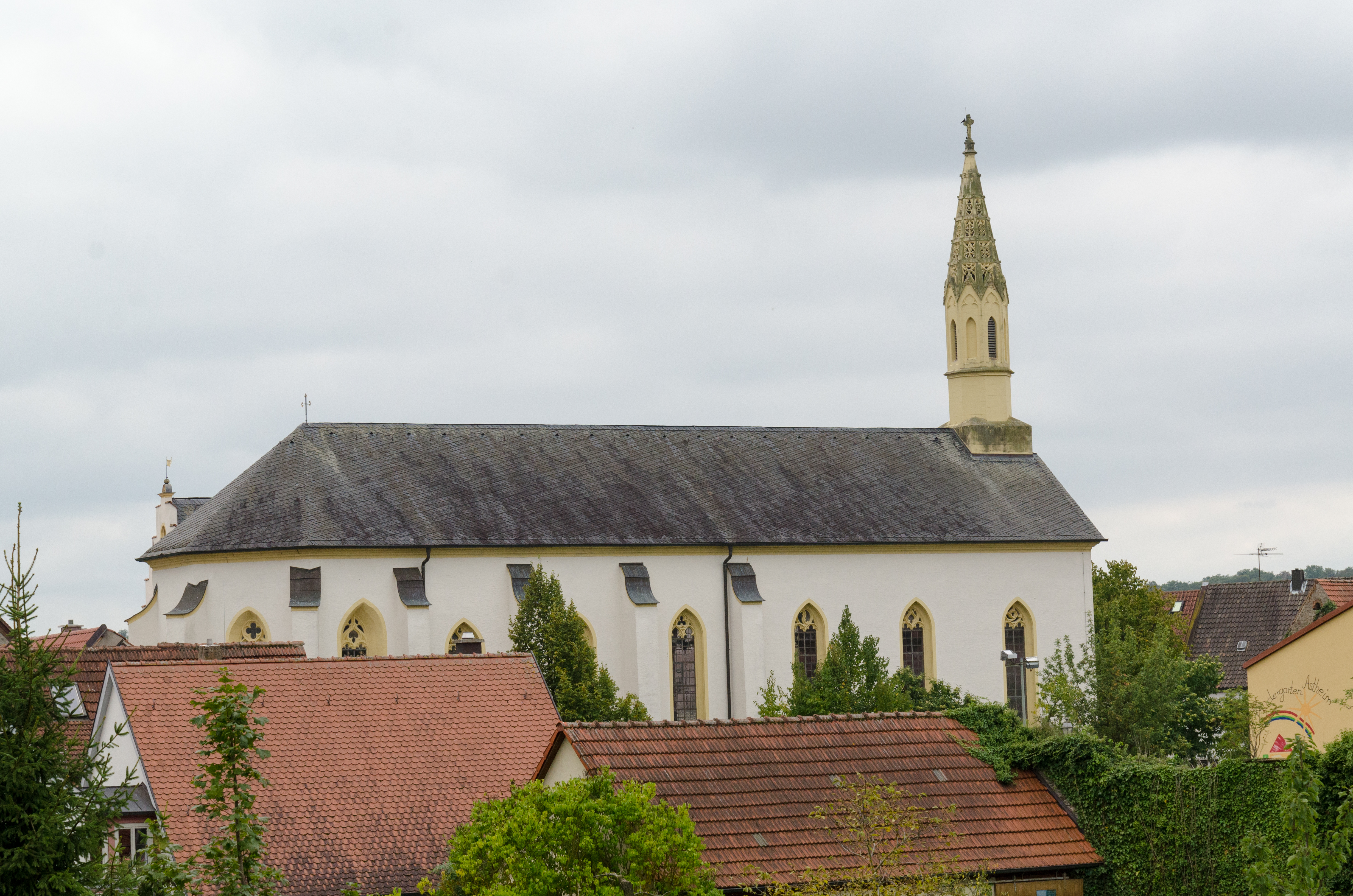
Die ehemalige Klosterkirche der Kartäuser
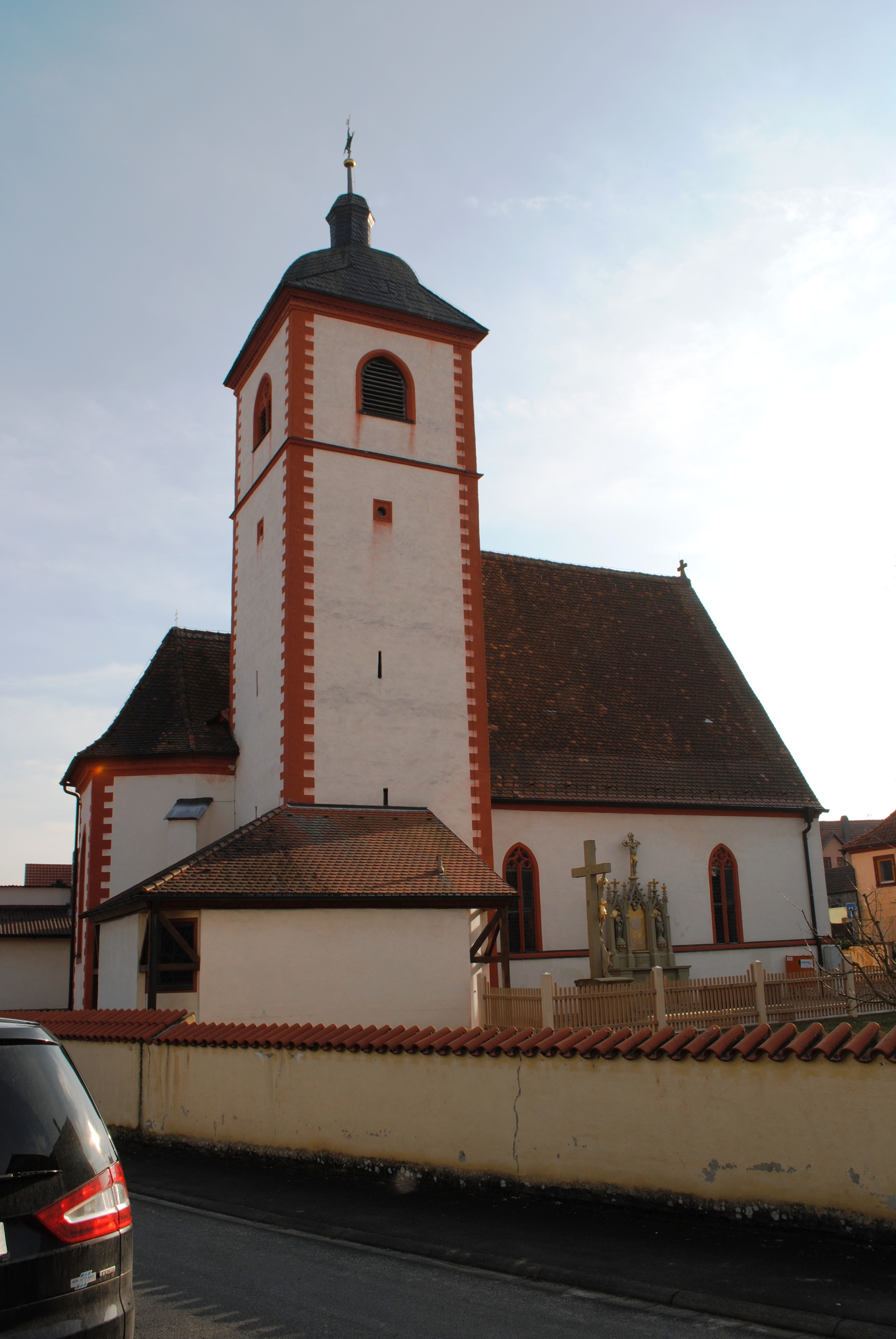
St. Johannes Evangelist, Pfarrkirche von Astheim
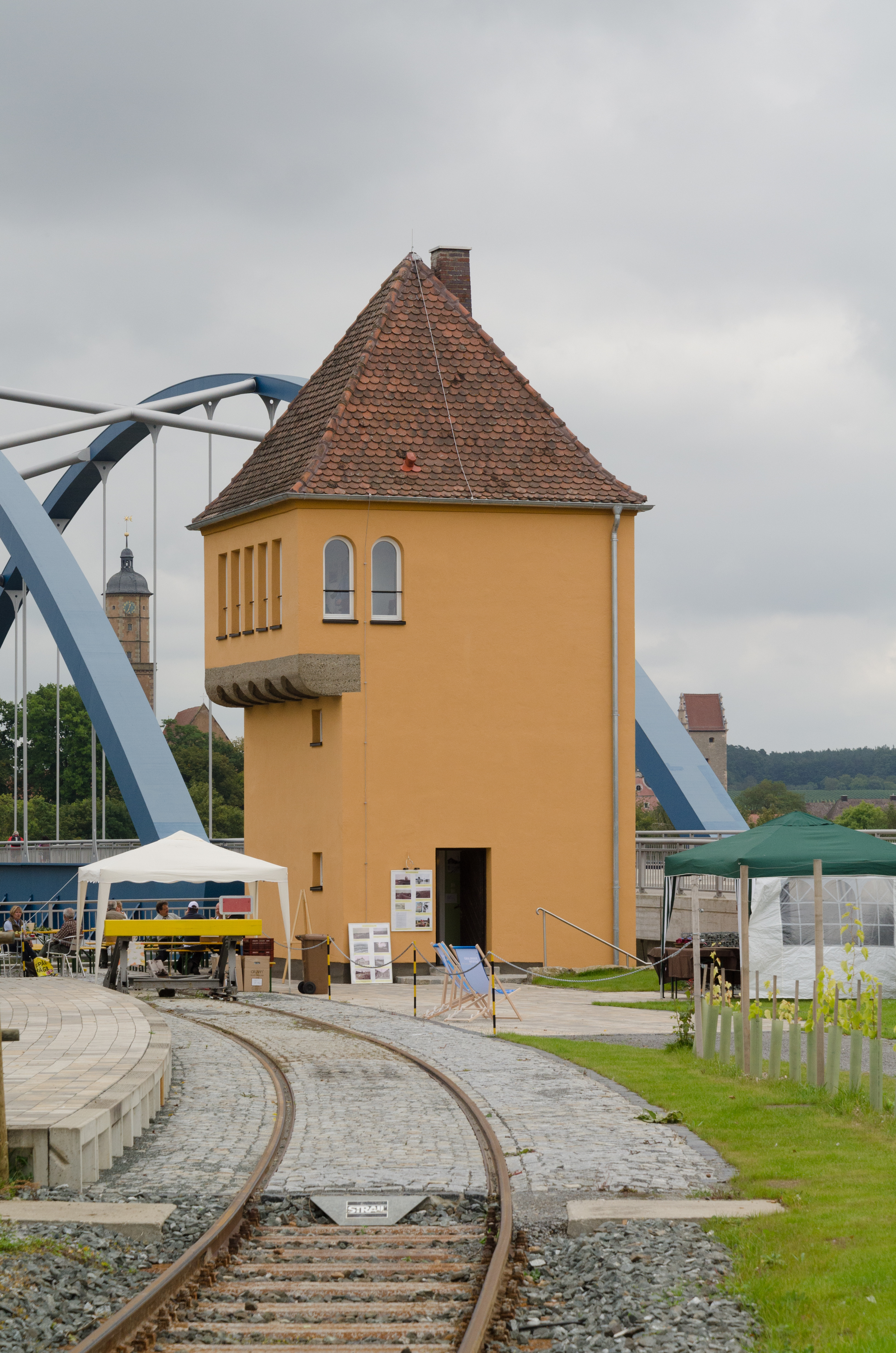
Das Brückenzollhaus
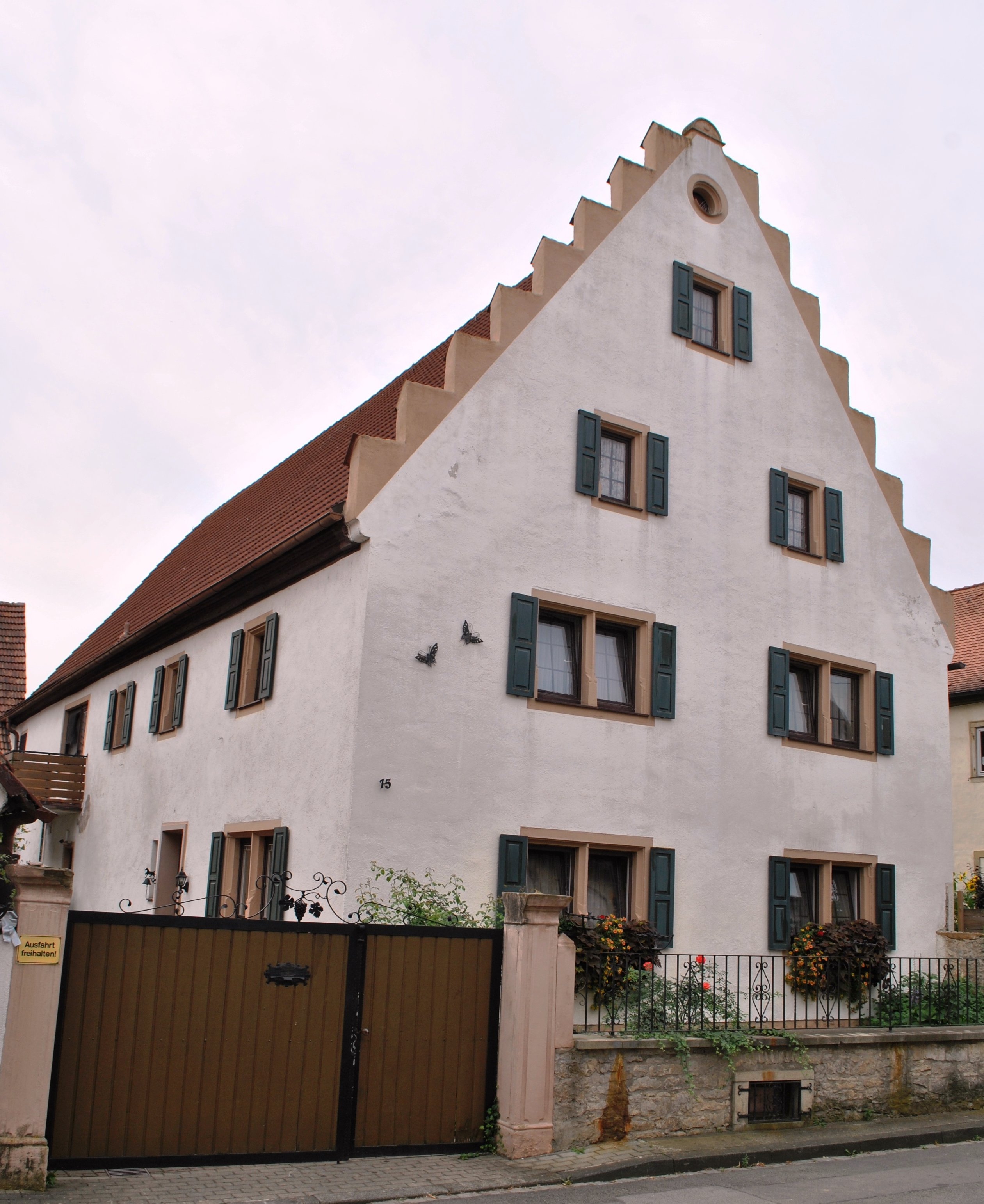
Die ehemalige Seinsheim’sche Vogtei
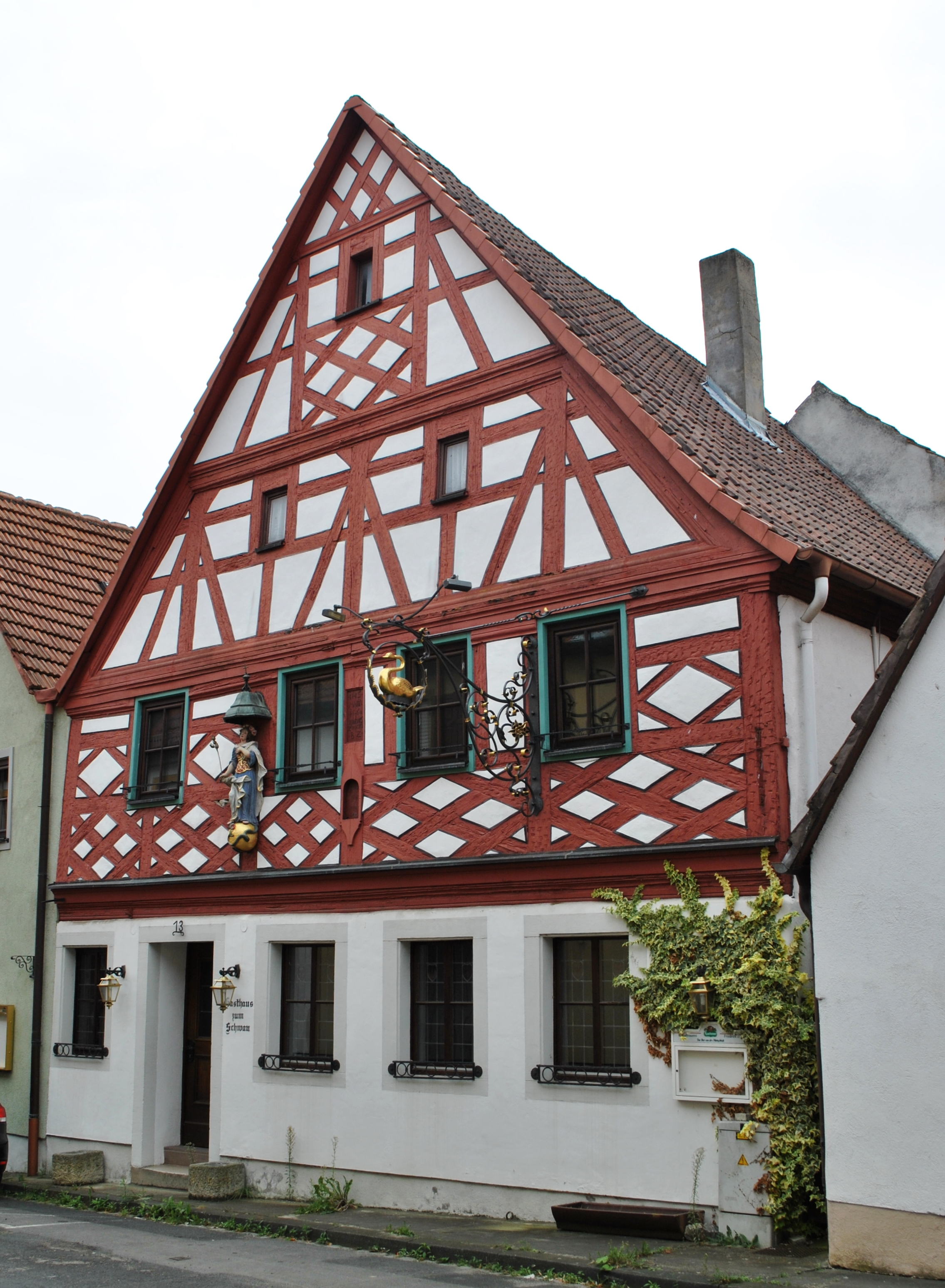
Der vormalige Gasthof zum Schwan
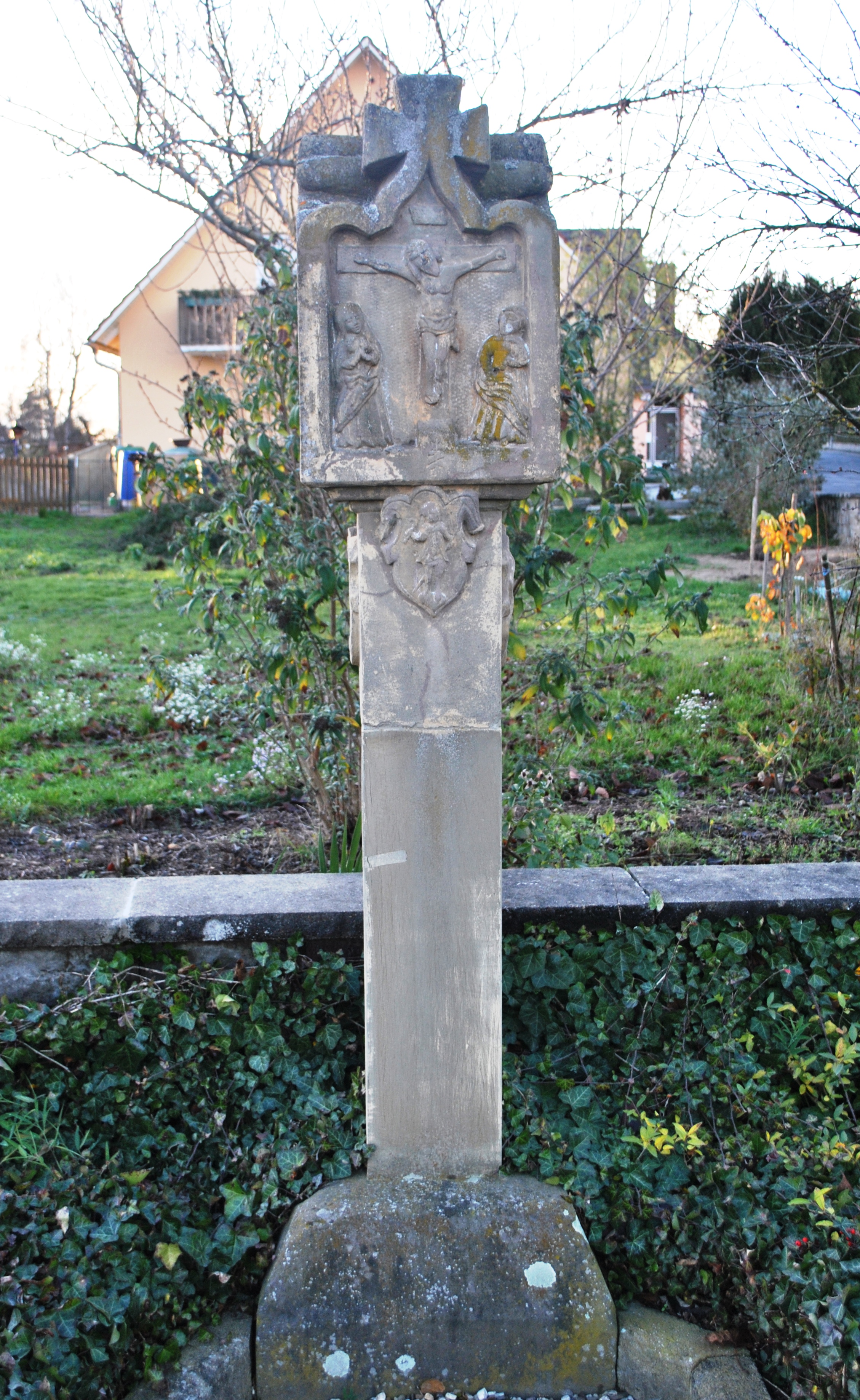
Der Bildstock von 1597
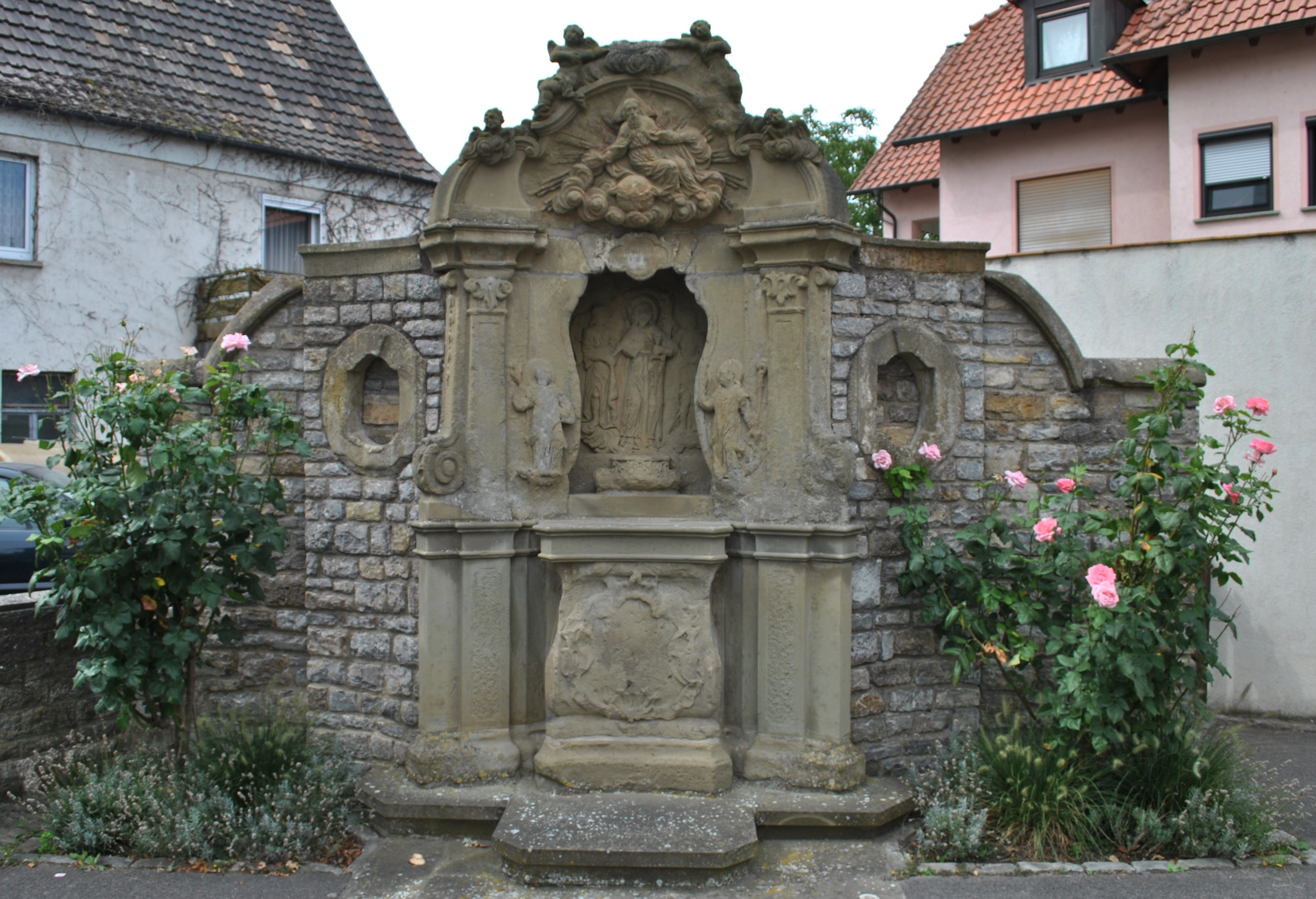
Der Steinaltar in der Mainstraße

### Rundkapelle
Nicht als Baudenkmal ist die kleine Rundkapelle eingeordnet, die von den Prozessionen zur nahen Vogelsburg angelaufen wird. Das Gotteshaus entstammt dem Barock und wurde im Jahr 1724 errichtet. Es ist heute zumeist verschlossen und nicht öffentlich zugänglich. Das Kirchlein befindet sich westlich des Ortes an der Staatsstraße 2260. Im Inneren ist ein Altar zu finden, der im Stil des Rokoko gehalten ist.

### Klostermühle
Heute sind keine Spuren mehr von der ehemaligen Klostermühle zu entdecken, die am Main bestand. Sie lag unmittelbar unterhalb der Fährstelle zwischen Astheim und Volkach. Sie wurde bereits in der Stiftungsurkunde des Kartäuserklosters im Jahr 1409 erstmals erwähnt, dürfte allerdings wesentlich älter gewesen sein. In den Jahren 1575 und 1698 wurde die Mühle unter teilweise schwierigen Bedingungen und großen Kosten neu aufgebaut.
Zeitweise war die Mühle mit ihren vier Mahlgängen und einem Schneidgang eine der bedeutendsten Anlagen ihrer Art in Franken. Durch ein Dammsystem am damals noch flachen Main wurde das Wasser auf das Rad geführt und die Mühle so betrieben. Im Zuge der Säkularisation des Klosters im Jahr 1802 kam die Mühle in private Hände und wurde wohl in der Mitte des 19. Jahrhunderts aufgegeben. Bis zum Bau des Mainkanals in den 1950er Jahren waren noch Überreste sichtbar.

### Mainschleifenbahn

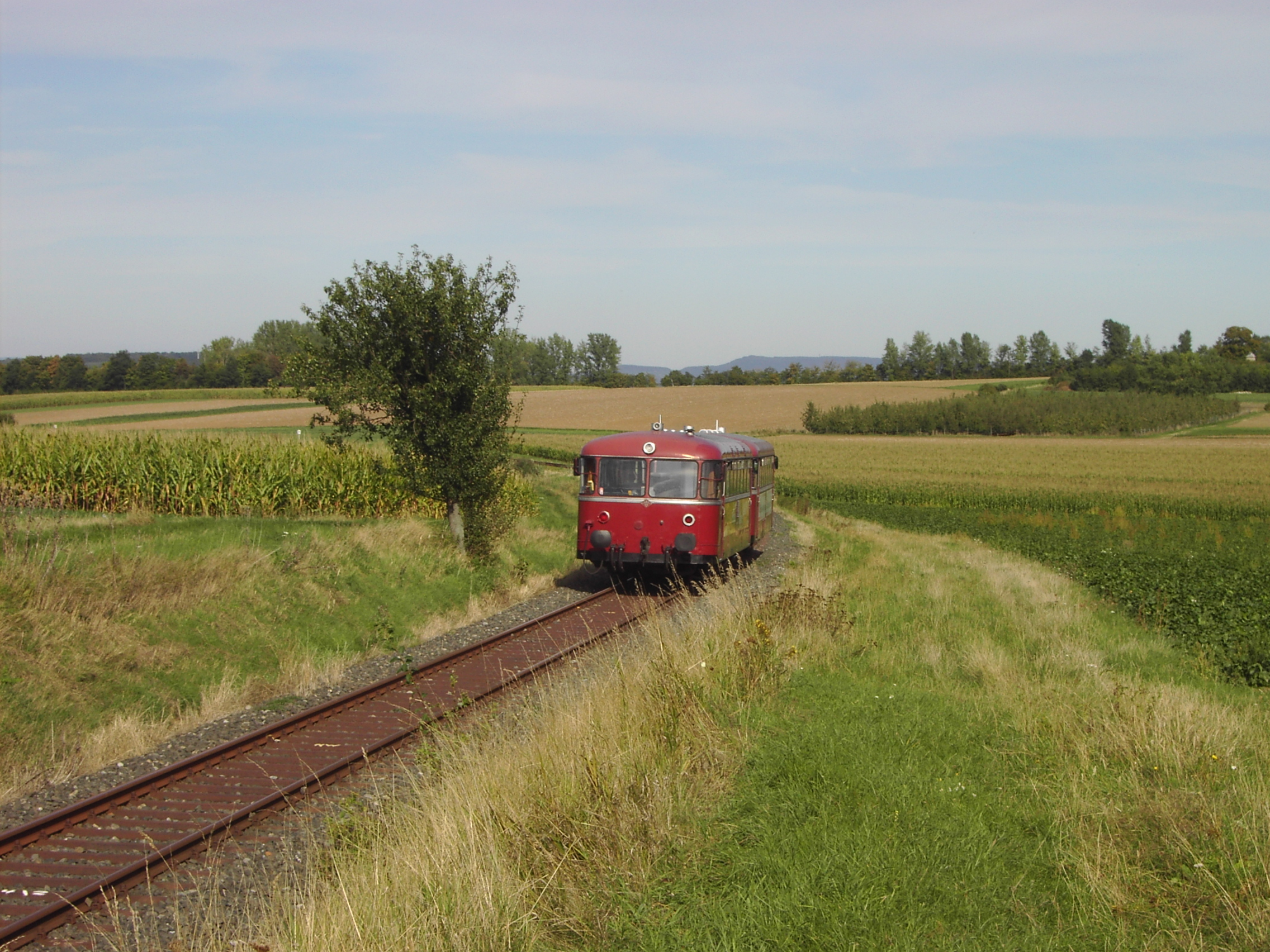
Der Schienenbus der Mainschleifenbahn

Astheim ist heute mit dem Haltepunkt Astheim Endhaltestelle der Mainschleifenbahn. Die bayerische Nebenbahn entstand zu Beginn des 20. Jahrhunderts. Nachdem im Jahr 1907 mit dem Bau begonnen worden war, konnte am 14. Februar 1909 Eröffnung gefeiert werden. Die Bahn überquerte zu diesem Zeitpunkt noch die Volkacher Mainbrücke und endete erst am Bahnhof in Volkach. Bereits nach der Sprengung dieser Brücke im Jahr 1945 war Astheim für kurze Zeit Endhaltepunkt.
Nachdem 1991 die letzte Güterbahn die Strecke passiert hatte, wurde sie stillgelegt. Durch die Erfolge einer Interessengemeinschaft konnte im Jahr 2003 die Mainschleifenbahn für den Ausflugs- und Sonderverkehr wiedereröffnet werden und verkehrt an Wochenenden und Feiertagen zwischen Astheim und Seligenstadt Mainschleifenbahn. Im Astheimer Brückenzollhaus ist ein Museum zur Geschichte der Bahn untergebracht.
Als Transportmittel dient ein Schienenbus mit einem Triebwagen und einem Steuerwagen mit Fahrradabteil. Die Strecke ist auf ihrer gesamten Länge eingleisig und nicht elektrifiziert. Von den 16 Bahnübergängen entlang der Strecke sind nur vier technisch gesichert. Weitere Haltepunkte der Mainschleifenbahn sind Seligenstadt, Prosselsheim, Eisenheim und Escherndorf.

### Ritter’sche Stiftung

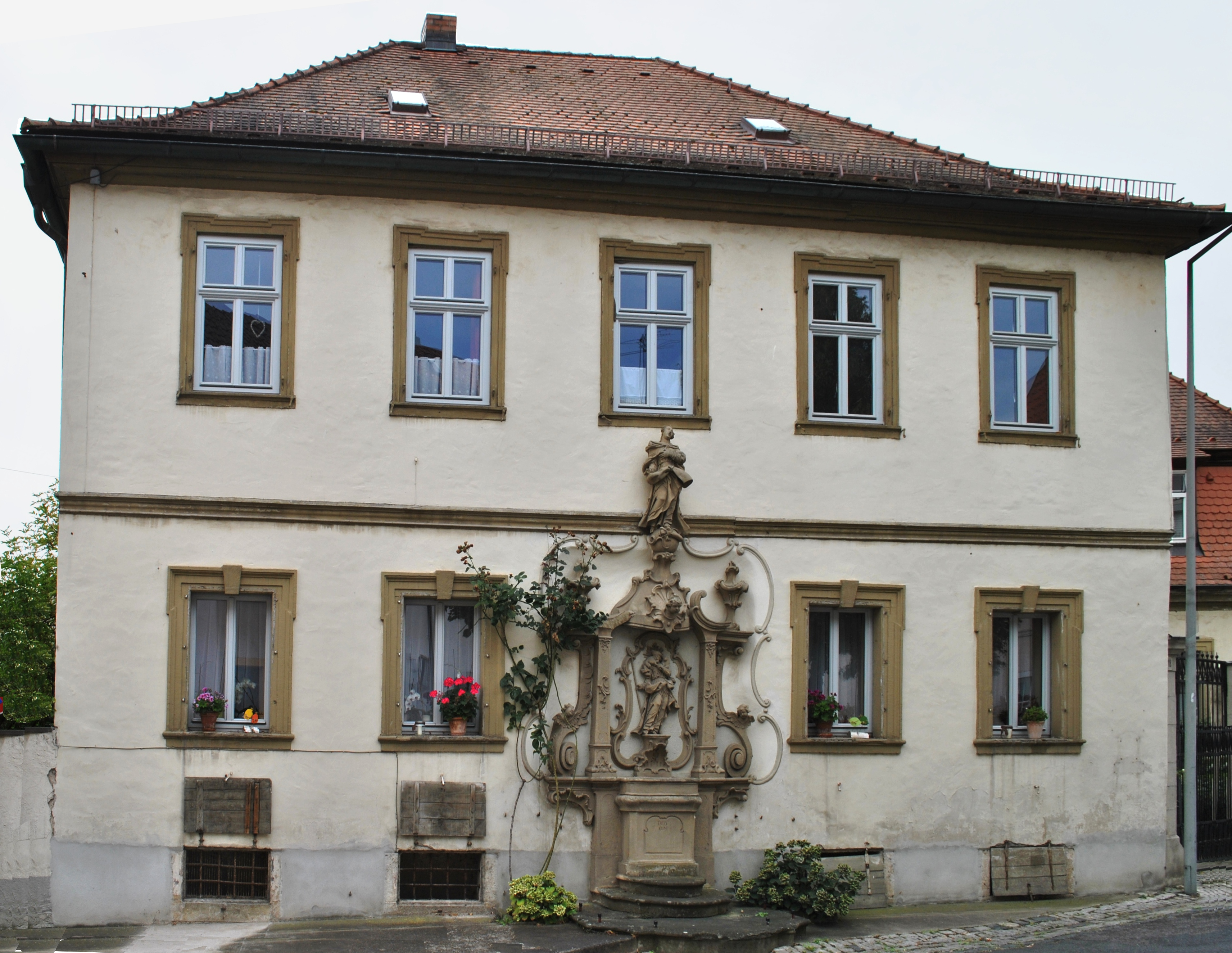
Die Gebäude der Stiftung in der Frank-Ritter-Straße 18

Die Stiftung der Frank und Georg Ritter’schen Altenheim und Kleinkinder-Bewahranstalt in Astheim hat noch heute Einfluss auf die frühkindliche Bildung im Ort. Die Brüder Frank und Johann Georg Ritter sind im 19. Jahrhundert in Astheim geboren, machten aber außerhalb des Ortes Karriere. Frank ging 1870 in die USA und eröffnete einen Möbelfertigungsbetrieb. Er besuchte häufig seinen Geburtsort.
Im Jahr 1908 stiftete er der Pfarrkirche eine neue Orgel, am 25. Januar 1909 erhielt er das Ehrenbürgerrecht. Sein Bruder Johann Georg, Hofkellermeister in München, beteiligte sich an den Stiftungen. 1910 kam die Idee auf, der Heimatgemeinde ein Altersheim zu stiften. Kurze Zeit später erwarben die Brüder am westlichen Ortsausgang ein Baugrundstück und entwarfen Pläne für den Bau des Altersheims der Gemeinde Astheim.

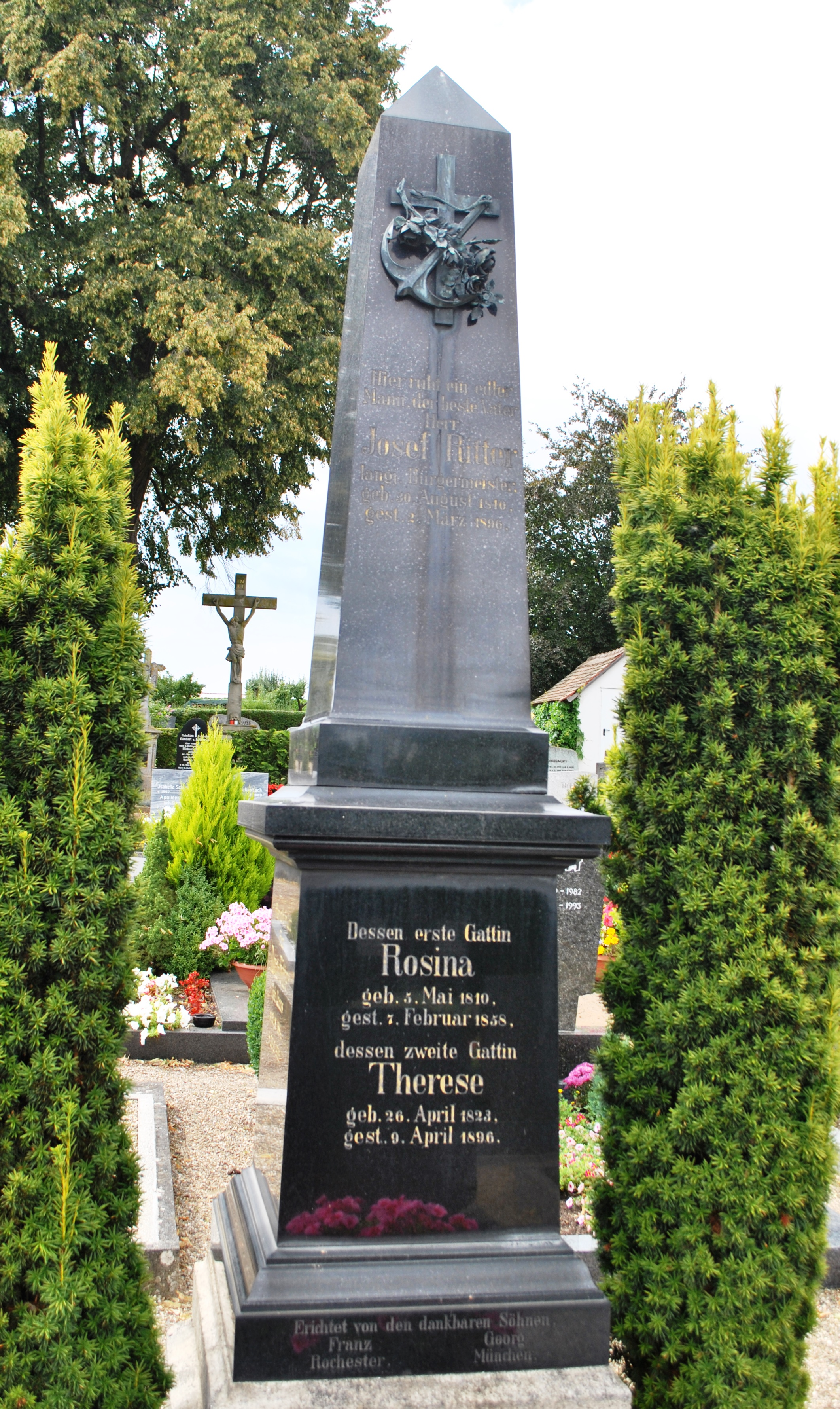
Der Ritter-Obelisk im Astheimer Friedhof

Im Jahr 1911 überwies Frank Ritter aus Amerika die erste Stiftungscharge von 20.000 Mark. Nach dem Tod des Johann Georg Ritter am 3. Februar 1913 stockten die Überweisungen. Die Kinder des Johann Georg nahmen Kontakt zu Rochester, New York, auf, wo die Firma des Frank Ritter beheimatet war. Dieser reiste nach Deutschland, gab die ursprünglichen Pläne auf und schenkte das erworbene Grundstück seinen Schwestern.
Fortan sollte die Stiftung in einem bereits bestehenden Gebäude im Ortskern, dem sogenannten Kleudgenhaus Nr. 62, 80 (heute Frank-Ritter-Straße 18) ihren Sitz finden. Kurze Zeit später begann der Umbau, der im Ersten Weltkrieg unterbrochen wurde. Trotz des Krieges konnte am 13. April 1915 zunächst der Kindergarten eingeweiht werden. Zwei Schwestern der Dillinger Franziskanerinnen übernahmen die Betreuung der Kinder.
Frank Ritter starb wenige Tage nach der Einweihung. 1914 hatte er weitere 20.000 Mark in die Stiftung eingezahlt. Seine Tochter Adelina Shumway übernahm die Aufsicht über die Stiftung, unterstützt vom jeweiligen Vorstand, der aus dem Ortspfarrer, dem Hauptlehrer, dem Bürgermeister und vier Bürgern Astheims bestand. Nun plante man auch, unentgeltlichen Wohnraum für arme Alte zu schaffen.
Im Jahr 1916 richtete eine Krankenschwester aus Dillingen eine Krankenstation in den Gebäuden des Kindergartens ein. Ein Jahr später bezog mit Ursula Kohlhaupt die erste Seniorin die Räumlichkeiten der Stiftung. Im Jahr 1921 plante man die Bezüge der Schwestern anzuheben, die Inflation in der Weltwirtschaftskrise vernichtete aber die Stiftungsgelder weitgehend. Immerhin konnten 1929 die Wasserleitungen erneuert werden.
Im Zweiten Weltkrieg kam es zu Einquartierungen in den Gebäuden der Stiftung. Die Unterstützungen aus Amerika blieben in dieser Zeit aus. Nach dem Weltkrieg kamen die Überweisungen aus Karlsruhe, wo die Firma des Frank Ritter eine Filiale gegründet hatte. Im Jahr 1961 wurde die Schwesternstation wegen Personalmangel aufgelöst, der letzte Pfründner des Altersheims war bereits 1952 verstorben. Der Kindergarten, seit 1980 in der alten Volksschule, wird weiterhin von der Stiftung getragen.

### Stadtarchiv Volkach in der Kartause Astheim
Mit der Besucheradresse Kirchstraße 24 ist seit der Eingemeindung Astheims in den 1970er Jahren das Volkacher Stadtarchiv in den Räumlichkeiten der ehemaligen Kartause untergebracht. Das Archiv umfasst Bestände seit dem 15. Jahrhundert. Die älteste Urkunde datiert auf das Jahr 1429. Mit dem Volkacher Salbuch wird im Archiv einer der 100 Heimatschätze Bayerns aufbewahrt, das heute im Museum Barockscheune in Volkach ausgestellt wird. Das Stadtarchiv verantwortet die Herausgabe der Volkacher Hefte als lokalhistorische Publikationsreihe.

### Museum Kartause Astheim
Das Museum Kartause Astheim entstand in den ehemaligen Bauten des Kartäuserklosters Marienbrück, die heute als Baudenkmäler eingeordnet sind (siehe auch Kloster Pons Mariae). Im Zuge der Renovierung der Baulichkeiten wurde in den neunziger Jahren des 20. Jahrhunderts ein Museum in den repräsentativen Räumen geplant. Als Teil der Museen der Diözese Würzburg, auf deren Sammlungen es auch zurückgreift, übernahm Domkapitular Jürgen Lenssen die Projektleitung.
Im Jahr 1999 wurde das Museum für die Besucher freigegeben. Entstanden war eine Ausstellung, die die Entwicklung der christlichen Bildkultur und ihrer Werke in den Mittelpunkt stellt. So wird unter anderem die Entwicklung von Krippen, Bildstöcken und Altarblättern dargestellt, wobei die Dauerausstellung keinen kunsthistorischen Ansatz verfolgt. Die Präsentation zieht deshalb keine Grenze zwischen hoher Kunst und Volkskunst.

### Quittenlehrpfad
Der Quittenlehrpfad wurde als Deutschlands erster Lehrpfad für die Pflanzen der Gattung Cydonia gegründet. In Astheim befinden sich die ältesten angebauten Quittenkulturen Deutschlands, die auf das 18. Jahrhundert datiert werden. Vermutlich stammten die Quittenpflanzen aus der Baumschule der Chartreuse de Vauvert in Paris, die von den Kartäusermönchen betrieben wurde. Durch den ordensinternen Austausch der Nutzpflanzen gelangten sie im 17. Jahrhundert nach Franken.
Mit dem Niedergang des Weinbaus in der zweiten Hälfte des 19. Jahrhunderts wurde der Obstbau in Astheim weiter gefördert (siehe auch Wirtschaft). Die sogenannten Rangenstreifen, Obstbauparzellen am Nordhang des Vogelsberges, wurden mit Quitten bestellt. Mit dem Wiedererstarken des Weinbaus in den fünfziger Jahren des 20. Jahrhunderts geriet der Quittenanbau weitgehend in Vergessenheit. In den Jahren 2003 bis 2006 erfolgte die Konzeption des Quittenlehrpfades, 2007 wurde der Pfad eingeweiht.
Der Quittenlehrpfad Astheim beginnt am Ortsfriedhof nördlich der Staatsstraße 2260. Er enthält zwölf Stationen mit Themenschildern auf einer Länge von vier Kilometern an einem Wanderweg. Die Schilder behandeln die Geschichte des Quittenanbaus an der Mainschleife, beleuchten die regionale Quittensorte Astheimer Perlquitte und gehen auf einige kulturhistorische Aspekte der Quittenzucht ein. Es werden auch seltene Quittensorten neu gepflanzt.

### Regelmäßige Veranstaltungen
In der Nacht vom 30. April auf den 1. Mai feiern die Astheimer das Maifest, bei dem der Maibaum, eine Birke, am Ufer des Mains aufgestellt wird. Seit 1975 wird am letzten Juniwochenende auf dem Gelände der Kartause das Kartäuserweinfest gefeiert. Auf dem Areal wird auch der sogenannte Cartusia Flair veranstaltet.

## Wirtschaft und Infrastruktur

### Wirtschaft
Die wirtschaftliche Entwicklung Astheims hing aufgrund der Konzentration auf die Landwirtschaft immer stark von den klimatischen Bedingungen an der Mainschleife ab. Nachdem bereits das merowingische Hintersassendorf weitgehend vom Weinbau und der Fischerei am Main gelebt hatte, traten in dieser Bewirtschaftung bis zum Ende der Frühen Neuzeit kaum Veränderungen ein. Erst nach der Auflösung des Kartäuserklosters und der Umstellung auf die private Wirtschaft kam es zu einigen Anpassungen.
Mit dem Schwächeln des Weinbaus, das vor allem durch überalterte Reben, die fehlende Absatzorganisation und den erhöhten Bierverbrauch zurückging, wurde die Astheimer Wirtschaft auf den Obstbau umgestellt. 1833 wurde das Dorf bereits als Obstbaugemeinde bezeichnet. Das Winzersterben setzte sich zu Beginn des 20. Jahrhunderts fort. Daran war vor allem das Auftreten der Reblaus schuld. Daraufhin stellte die Gemeinde von der Früh- auf die Spätzwetschge, die „Astheimer“, um.
| Erzeugnis                        | Größe 1913   | Größe 1934   | Größe 1949   | Größe 1952   | Größe 1990      | Himmelsrichtung |
| -------------------------------- | ------------ | ------------ | ------------ | ------------ | --------------- | --------------- |
| Zwetschgen, Mirabellen, Pflaumen | 14.112 Bäume | 17.601 Bäume | 14.231 Bäume | 21.488 Bäume | um 18.000 Bäume | Süden, Norden   |

Neben den Obstbaumerzeugnissen und dem Weinbau, der sich in der Nachkriegszeit wieder erholen konnte, befindet sich Bayerns größtes Anbaugebiet für Spargel in Astheim. Zusätzlich werden, vor allem im Norden des Dorfes, Quitten angebaut. Der Weinbau, ursprünglich auf mehreren Lagen, wurde unter dem Namen Astheimer Karthäuser zusammengefasst. Die Weinlage ist Teil der Großlage Volkacher Kirchberg.
Astheim hat relativ wenig Industrie. Die Mainlände wird seit 1952 von der Firma Lenz-Ziegler-Reifenscheid aus Kitzingen, die in Astheim ein Betonwerk betreibt, zur Verschiffung genutzt. Im Südwesten gibt es eine Sand- und Kiesgrube, die sogenannte Bördleingrube. E.ON betreibt mit dem Wasserkraftwerk am Beginn des Altmains ein Energieunternehmen im Ort.
| Weinlage   | Größe 1887 | Größe 1940 | Größe 1976 | Größe 1993 | Himmelsrichtung | Hangneigung | Hauptrebsorten           | Großlage            |
| ---------- | ---------- | ---------- | ---------- | ---------- | --------------- | ----------- | ------------------------ | ------------------- |
| Karthäuser | 60 ha      | 12 ha      | 76 ha      | 60 ha      | Süden           | 10–50 %     | Müller-Thurgau, Silvaner | Volkacher Kirchberg |

### Verkehr

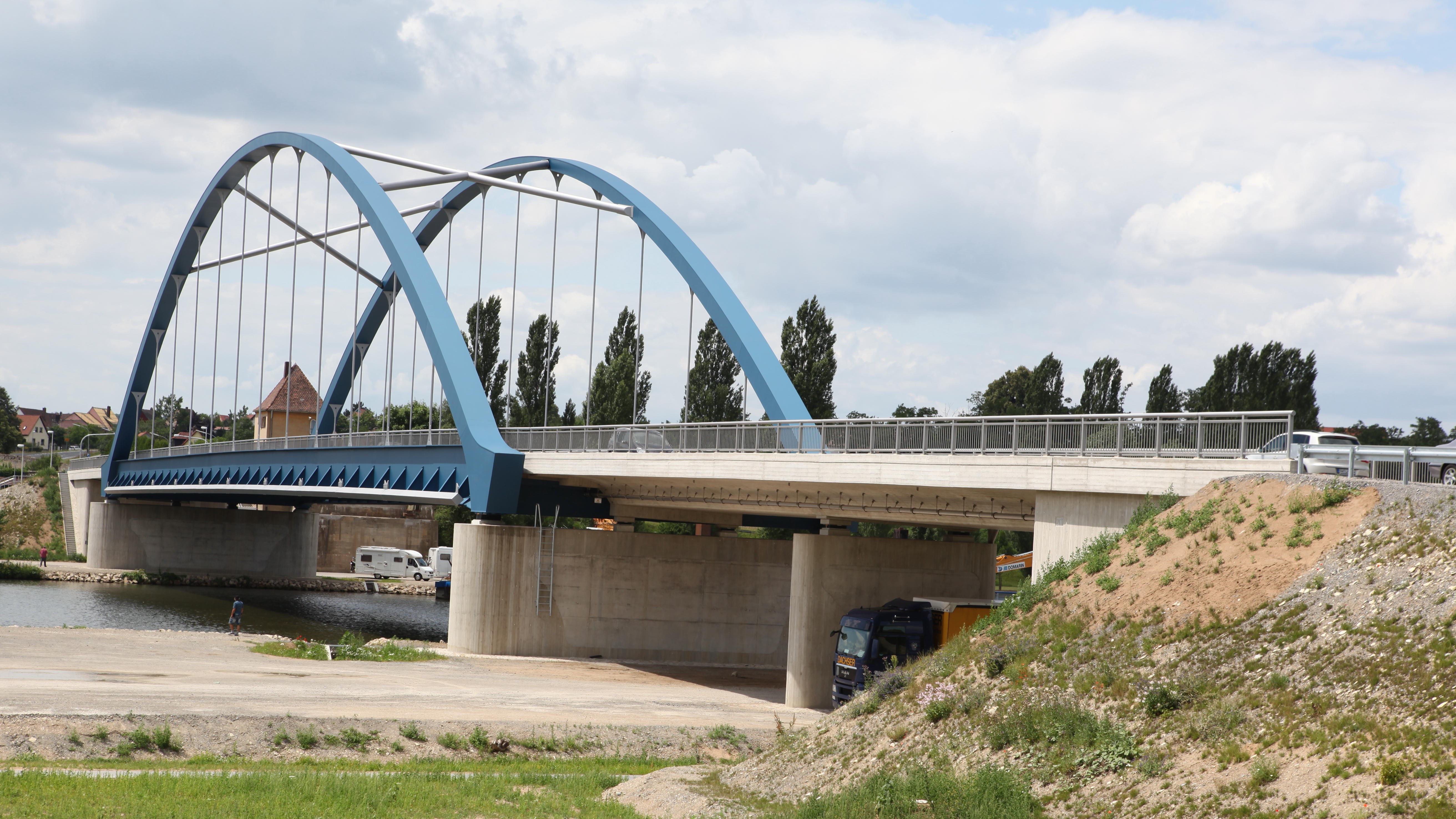
Die Mainbrücke Volkach verbindet Astheim mit Volkach

Astheim ist bereits seit prähistorischer Zeit ein wichtiger Verkehrsknotenpunkt. Das Dorf hatte schon im Mittelalter den zweitwichtigsten Mainübergang an der Mainschleife. Lediglich die Fährstelle in Fahr war häufiger frequentiert. Mit einer eigenen Fähre, die 1409 erstmals Erwähnung fand, schloss Astheim weiter zum Konkurrenten auf. Im 19. Jahrhundert erweiterte man die ursprüngliche Nachenfähre zu einer fliegenden Brücke.
Mit dem Bau der Volkacher Mainbrücke zwischen 1890 und 1892 erhielt Astheim einen festen Übergang auf die östliche Mainseite. Der Bau der Brücke war mit dem Erlöschen des Fährrechts verbunden, dafür erhielt Astheim 18.000 Mark Entschädigung. Als weiteren Ausgleich übergab der bayerische Staat eine Mainlände ihrer Bestimmung. Nach der Brückensprengung am 7. April 1945 verkehrte kurzzeitig wieder eine Fähre zwischen den Orten. Nach zwei Neubauten in der Nachkriegszeit besteht wieder eine Brücke.
Im Jahr 1909 entstand die Mainschleifenbahn, an der Astheim einen Haltepunkt erhielt. Der reguläre Zugverkehr wurde 1968 eingestellt. Heute wird die Bahn als Ausflugsbahn genutzt. Mit der Staatsstraße 2260 über die Vogelsburg nach Astheim und weiter nach Volkach verläuft eine weitere wichtige Verkehrsverbindung durch den Ort. In diese Straße mündet die Kreisstraße KT 31 von Escherndorf her kommend, die im Dorf „Escherndorfer Straße“ genannt wird.
An der Escherndorfer Straße befindet sich eine Bushaltestelle, die von den Linien 8105 (Volkach–Kürnach–Würzburg), 8110 (Kitzingen–Dettelbach/Schwarzach-Volkach) und 8163 (Würzburg–Volkach–Ebrach) des Verkehrsverbunds Nahverkehr Mainfranken angefahren werden. Daneben existieren Bushaltestellen in der Mainstraße und an der Mainschleifenbahn. Astheim wird auch vom sogenannten Mainschleifenshuttle angefahren.

### Bildung
| Name              | Erwähnt   |
| Lorenz Leipold    | gen. 1695 |
| Gustav Adolf Serg | 1914–1920 |
| Karl Löser        | 1921–1928 |
| Adam Schön        | 1928–1946 |
| Lidwina Klug      | 1946–1951 |
| Franz Pfrang      | 1951–1972 |

Astheim besaß recht früh ein Schulhaus. Bereits im Jahr 1526 ist ein Schulmeister nachgewiesen. Er war bis zur Auflösung der Kartause als einer der wenigen Schriftkundigen gleichzeitig Gerichtsschreiber und Unterkäufer des Ortes. Für die Kleinkinder bestand ab 1915 die Ritter’sche Kleinkinder-Bewahranstalt, ein Vorläufer des Kindergartens. 1967 entstand auf dem Gelände der ehemaligen Kartause das neue Schulhaus. Als Astheim die eigene Lehrerstelle verlor, wandelte man das Gebäude in den Kindergarten um.
Nach dem Verlust der Volksschule besitzt Astheim lediglich einen katholischen Kindergarten, der immer noch von der Ritter’schen Kindergartenstiftung von 1915 finanziert wird. Er bietet neben der religiösen Erziehung einen großen Freispielbereich und eine Turnhalle an. Die Kinder sind je nach Altersstufe in zwei Gruppen geteilt.
Astheim befindet sich seit 1972 im Sprengel der Volksschule mit Grund- und Mittelschule im nahen Volkach. Die Schüler können dort den Qualifizierenden Hauptschulabschluss und über den sogenannten M-Zweig die Mittlere Reife ablegen. Außerschulische Bildung wird von der Volkshochschule Volkach geleistet.
Für die höhere Schulbildung ist in Volkach eine Mädchenrealschule beheimatet. Im Volkacher Ortsteil Gaibach befindet sich mit dem Franken-Landschulheim Schloss Gaibach ein Gymnasium mit Realschule und Internat. Das Steigerwald-Landschulheim in Wiesentheid liegt ebenfalls in der Nähe. Außerdem können die Schüler das private Klostergymnasium in Münsterschwarzach besuchen.

### Vereine und Verbände
Die Freiwillige Feuerwehr wurde im Jahr 1875 gegründet und ist in einem Feuerwehrverein organisiert. Das Feuerwehrhaus befindet sich in der Kirchstraße im Altort. Die Wehr besitzt ein Löschgruppenfahrzeug 8 (ohne THL) und ein Rettungsboot (RTB) für die Aufgaben auf dem Main. Derzeitiger Kommandant ist Ralf Drescher. Es besteht auch eine Jugendfeuerwehr.
Im Zuge der Umstellung der Wirtschaft auf den Obstbau entstand im Jahr 1901 der Verein für Wein-, Obstbau und Landschaftspflege Astheim der Obstbauern des Ortes. Der Männergesangsverein von 1921 widmet sich der Liedpflege. Der 1977 gegründete Weinzirkel versteht sich als Organisationsplattform der Astheimer Winzer.
Der seit 1986 bestehende DJK-Sportverband bietet Fußball, Gymnastik und Tischtennis an. Im Jahr 1990 erfolgte der Ausbau des Sportplatzes im Norden des Dorfes. Weitere Vereine im Ort sind der Freundeskreis Kartause von 1989, der sich für die Erhaltung der historischen Klostergebäude einsetzt. Der Astheimer Seniorenkreis und Tabanka Astheim fördert dörfliche Initiativen in Westafrika.

## Persönlichkeiten

### Söhne und Töchter des Ortes
Bruno Burckhard (bürgerlicher Name Johannes Burckhard; * 3. August 1653; † 1732 in Astheim) wirkte als Prior in der Kartause Schnals in Südtirol. Er wurde als Sohn des Bürgermeisters Johann Burckhard und seiner Frau Eva Hauck geboren. Früh trat der spätere Prior als Bruder Bruno in die Kartause Marienbrück ein. Ende des 17. Jahrhunderts wurde er Prior in Schnals und kehrte gegen Ende seines Lebens in das fränkische Kloster zurück. Hier starb er 1732.
Ein weiterer Astheimer als Prior einer anderen Kartause war Josephus Geiling (bürgerlicher Name Johann Geiling; * 8. Dezember 1680; † 12. Dezember 1721 in Schnals). Er wurde als Sohn des Hyronimus Geiling, eines Astheimer Büttners und seiner Frau Anna Catharina Scheffer geboren. Er trat zunächst in die Kartause Engelgarten in Würzburg ein und wurde Prior im Tiroler Kloster Allerengelberg.
Astheim brachte mehrere Weinköniginnen hervor, die zunächst das Dorf repräsentierten und später Fränkische Weinkönigin wurden. In den Jahren 1981/1982 vertrat Anita Krämer-Gerhard die Weinregion Franken als Weinkönigin. Astheim ist der Heimatort der 1968 geborenen Renate Schäfer, die im Jahr 1989/1990 Deutsche Weinkönigin wurde und 1991 mit dem Kellermeister des Juliusspitals F. Franz dem Papst ein Sortiment aus Frankenweinen überreichte, zuvor war sie Fränkische Weinkönigin.

### Mit Astheim verbunden
Wichtigste Persönlichkeit in der Geschichte Astheims ist wohl der Stifter des Kartäuserklosters Erkinger I. von Seinsheim, Freiherr von Schwarzenberg (* 1362; † 11. Dezember 1437). Er erwarb im Jahr 1399 das Dorf Astheim und stiftete 1409 ein Kartäuserkloster als Grablege für seine Familie. In den darauffolgenden Jahren erhielt der Adelige mehrere Privilegien für seine Klosterstiftung. Erkinger wurde in der Gruft der Kartause Marienbrück beigesetzt.

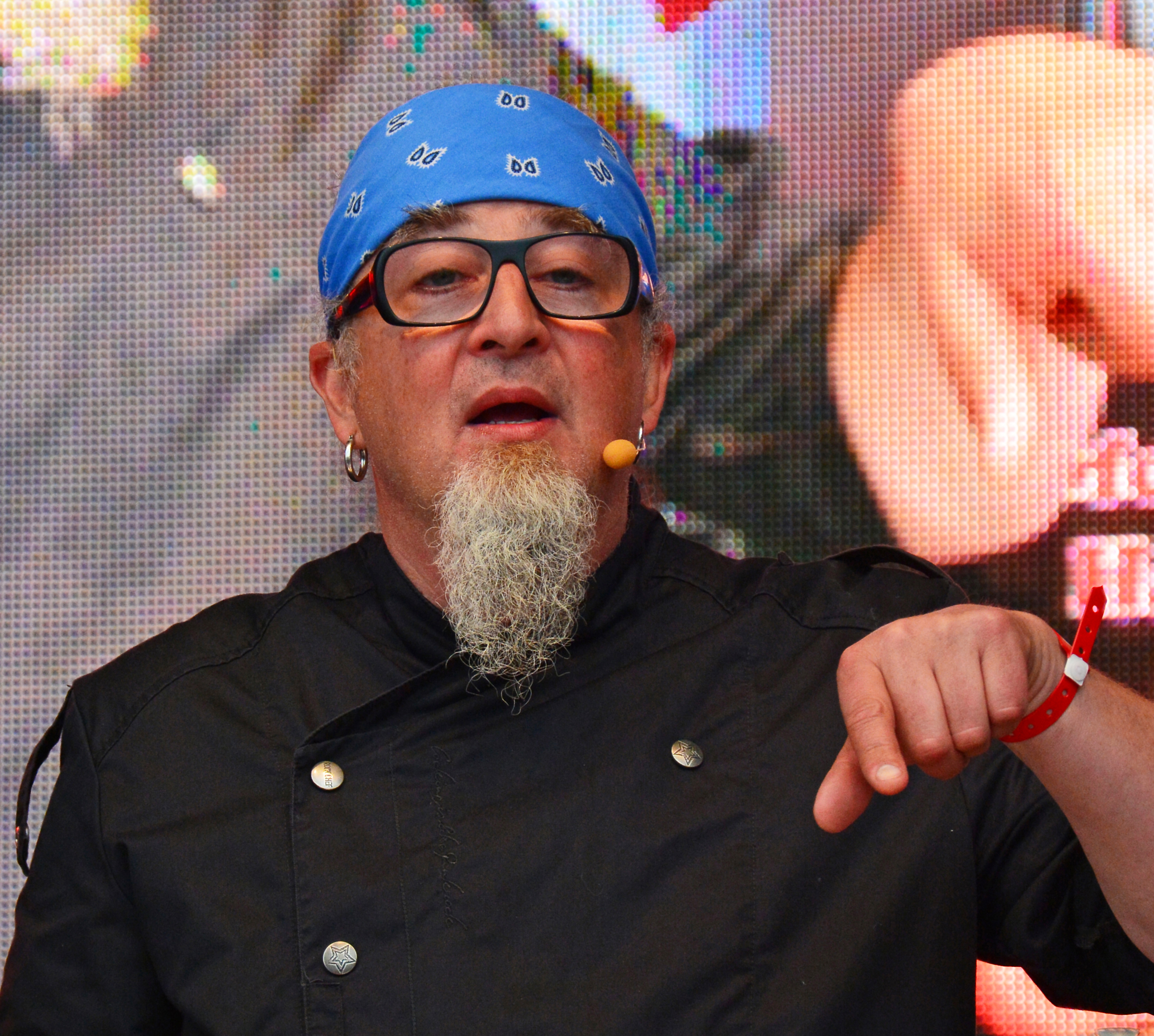
Der Fernsehkoch Stefan Marquard wuchs in Astheim auf

Die Kartause brachte mehrere Patres als Prioren, Mönche und Schriftsteller hervor (siehe auch Prioren der Kartause). Der Prior Jodokus Heß (* 1484 in Geislingen an der Steige; † 23. September oder 3. November 1539 in Erfurt) war zunächst Lehrer und trat um 1510 als Witwer in die Kartause Ittingen ein. Von dort aus versuchte er brieflich, den Reformator Ulrich Zwingli zur Zurücknahme seiner Meinung zur Kirche zu bringen, scheiterte jedoch. Zu Beginn des Jahres 1526 kam Jodokus Heß in die Kartause Buxheim, blieb dort allerdings nicht lange. Bereits im selben Jahr wurde er Konventsmitglied in Astheim. 1527 wählten ihn die Mönche zu ihrem neuen Prior. Im Jahr 1531 wurde er Vikar in Buxheim, ehe ihn die Oberen des Ordens 1534 als Prior nach Erfurt versetzten. Dieses Amt bekleidete Heß bis zu seinem Tod im Jahr 1539.
Als Prior wirkte in Astheim auch Matthias de Monte (* in Mons, Belgien; † 6. Juli 1587 in Buxheim). Vor 1540 trat er als Profess ins Kloster Hildesheim ein, ehe er 1544 das Gelübde nochmals in Buxheim ablegte. Er war 1555 bis 1557 Prior von Grünau, 1566 bis 1568 in Astheim, anschließend in Tückelhausen. Von 1570 bis 1573 stand er der Kartause in Prüll vor. Von 1559 bis 1571 war Monte Visitator der niederdeutschen Ordensprovinz. Er starb im Jahr 1587 als Vikar von Buxheim.
Anton Volmar (* um 1570 in Saarburg; † 19. November 1633 in Olmütz) tat sich als Schriftsteller hervor. Zunächst legte er im Jahr 1592 seine Profess in Astheim ab, wurde Konventsmitglied in Brünn und Ittingen. In den Jahren 1607 bis 1610 wurde er Prokurator in Astheim, 1610 stand er dem Kloster Schnals als Prior vor. In den Jahren 1613 und 1625 war er erneut in Astheim. Er wurde vom Ordenskapitel nach Aggsbach, später nach Olmütz versetzt, wo er 1633 als Prokurator starb.
Ebenfalls schriftstellerisch tätig war Hilarion Danich († 22. Dezember 1646). Danich legte sein Gelübde in Astheim ab und wurde dort 1605 Vikar. Zwischen 1609 und 1640 war er Prior im österreichischen Gaming. Seine Amtszeit war geprägt vom Abbau der riesigen Schulden des Klosters. Die Gaminger Mönche feierten ihren Vorsteher als zweiten Gründer. Wegen Blindheit wurde er 1640 seines Amtes enthoben und starb im Jahr 1646.
Nach der Auflösung der Kartause im 19. Jahrhundert richtete man im Jahr 1915 eine Alten- und Kleinkinderstation im Dorf ein (siehe auch Ritter’sche Stiftung). Für die Betreuung verpflichtete man Dillinger Franziskanerinnen. Oberin Alberta Weinig (* 1881 in Eltmann; † 1948 in Würzburg) stand der Station bis zu ihrem Tod vor. Sie wurde von Chorilla Dunz (* 1891 in Steppberg; † 1981 in Sendelbach) abgelöst.
Der Fernsehkoch Stefan Marquard (* 20. Juni 1964 in Schweinfurt) wuchs in Astheim auf, ebenso wie der Musiker nand (bürgerlich Ferdinand Kirch, * 17. März 1998).

### Ehrenbürger

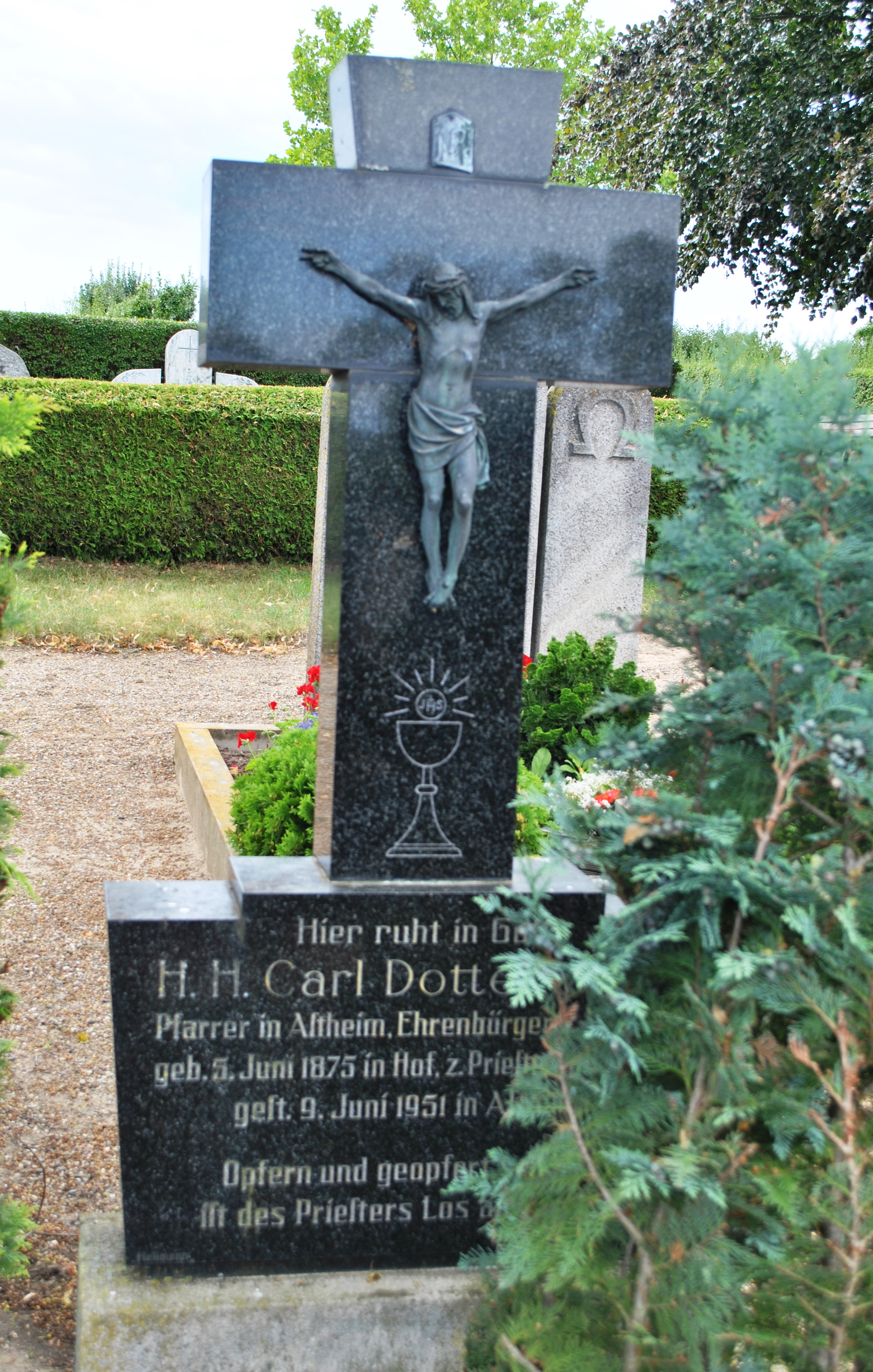
Das Grab des Pfarrers Karl Dotterweich im Astheimer Friedhof

Insgesamt zeichnete die Gemeinde Astheim bis zu ihrer Auflösung sechs Personen mit der Ehrenbürgerwürde aus. Die ersten Auszeichnungen stehen im Zusammenhang mit der Ritter’schen Stiftung (siehe auch Ritter’sche Stiftung). Den Anfang machte der Münchner Hofkellermeister Johann Georg Ritter (* 9. April 1848 in Astheim; † 3. Februar 1913 in München), der Initiator der Stiftung. Er wurde am 25. Januar 1909 ausgezeichnet. Johann Georg Ritter hatte den Neubau eines Altersheims maßgeblich geplant.
Sein Bruder Franz Joseph Ritter (* 19. Dezember 1844 in Astheim; † 21. April 1915 in Rochester, New York), er nannte sich später Frank Ritter, erhielt aufgrund vieler Stiftungen die Ehrenbürgerwürde. Der Fabrikant für Zahnarztbedarf, der in die USA ausgewandert war, schenkte der Gemeinde das Grundstück für die Ritter’sche Stiftung. Ebenso wurde eine Straße in Frank-Ritter-Straße umbenannt. Sein Enkel Frank Ritter-Shumway (* 27. März 1906 in Rochester, New York; † 9. März 1992 ebenda) wurde 1971 geehrt.
Im Jahr 1910 erhielt der Gemeindepfarrer Anton Büchs (* 24. Juni 1847 in Niederlauer; † 4. Februar 1929 in Astheim) das Ehrenbürgerrecht. Er hatte sich während des Ersten Weltkriegs um die Seelsorge in Astheim verdient gemacht. Sein Nachfolger Karl Dotterweich (* 5. Juni 1875 in Hof (Saale); † 9. Juni 1961 in Astheim) betreute die Gemeinde während der Zeit des Nationalsozialismus. Ehrenbürger wurde außerdem Hauptlehrer Gustav Adolf Serg (* 23. April 1852 in Völkersleier; † 20. Februar 1928).